# TER Rhône-Alpes
Le TER Rhône-Alpes est le réseau de Transport express régional de l'ancienne région administrative Rhône-Alpes. Le TER de la nouvelle région administrative Auvergne-Rhône-Alpes est le TER Auvergne-Rhône-Alpes.
Il a représenté, en 2011, 1 250 circulations de train les jours de pleine semaine, et 135 000 voyageurs en moyenne journalière. Le réseau comporte 2 150 km de lignes, 265 gares et haltes ferroviaires ainsi que 150 arrêts routiers.

## Histoire

### Le transport régional avant la décentralisation
Dans un contexte de motorisation individuelle galopante et d'investissements limités dans les transports en commun, le « contrat de programme » État - SNCF d'août 1966 vise, entre autres, à décharger la SNCF des services déficitaires sans mettre officiellement en question l'obligation de service public. Moyennant, notamment, le transfert de services omnibus sur la route, la suppression de lignes déficitaires parcourues uniquement par des omnibus et la réorganisation des services subsistants, l'équilibre budgétaire de la SNCF devra ainsi être atteint de nouveau en 1974. Un programme de fermeture portant à l'origine sur 5 000 km de relations omnibus est élaboré. Bientôt, l'objectif sera porté à 10 000 km, mais nombre de fermetures ne seront finalement pas mises en œuvre ou le seront beaucoup plus tard, jusque dans les années 1990. Finalement, entre avril 1967 et août 1973 6 756 km de lignes sont fermées au service voyageurs, avec généralement une substitution par un service routier sous responsabilité de la SNCF. Dans l'actuelle région Rhône-Alpes, ces fermetures concernent notamment l'Ardèche et plus globalement le secteur à l'ouest de la vallée du Rhône. Le 9 mars 1969, les lignes de l'« étoile de Vogüé » sont fermées : Le Teil - Vogüé - Robiac (70,6 km) et Vogüé - Lalevade-d'Ardèche (18,9 km). Le 7 juillet 1969, c'est le tour de la ligne de Bonson à Sembadel (66,7 km). Alors que ces lignes n'assurent qu'un faible trafic et ont des performances médiocres, la ligne de la rive droite du Rhône (254,5 km) est une ligne principale à double voie. La suppression de ses trains de voyageurs en date du 6 août 1973 provoque des réactions fortes sur le plan national : en plein été, les événements sont rares, et les médias accablent la SNCF et le gouvernement de critiques. En effet, un département entier, l'Ardèche, est privé pour la première fois en France de toute desserte ferroviaire voyageurs. La polémique qui en résulte persuade le gouvernement de suspendre les fermetures non encore réalisées.
Alors que le contexte politique est défavorable aux dessertes régionales par le rail, une partie de la direction de la SNCF ne veut pas baisser les bras et pense qu'en sortant son offre omnibus de l'immobilisme, il serait possible de la pérenniser. Dans ce sens, une expérimentation est menée en 1971 dans les zones de Bordeaux et Chambéry, consistant en une suppression de trains omnibus avec remplacement par un nombre légèrement diminué de trains plus rapides. Sur les relations Lyon - Aix-les-Bains - Annecy, Lyon - Chambéry et Grenoble - Génève, neuf gares sont fermées au trafic voyageurs, vingt-et-un trains omnibus sont supprimés, et cent-cinq arrêts commerciaux sont supprimés sur les trains subsistants. En échange, seize trains nouveaux sont instaurés, avec des temps de parcours nettement réduits par rapport à la situation antérieure. Bien que neutre sur le plan des coûts de production, l'opération restera un cas isolé.
Une autre initiative, indépendante de la SNCF, est entreprise en avril 1973 par l'Oréam Lyon, administration déconcentrée dépendant de la DATAR. Le choix se porte sur les relations de Lyon à Saint-Étienne et à Grenoble, et l'inspiration vient incontestablement du projet Métrolor lancé début 1970 par l'Oréam Lorraine sur le sillon mosellan entre Nancy et Thionville. L'Oréam Lyon commence par la formation d'un groupe de coordination des études régionales de transport et fait étudier de différentes options. La nécessité d'une desserte cadencée entre Lyon et Saint-Étienne ressort rapidement des études, étant donné l'encombrement des axes routiers entre ces deux villes. Cependant, la crise économique et les hésitations de l'Établissement public régional retardent la mise en œuvre, qui n'intervient que le 29 mars 1976. Le projet est donc porté essentiellement par les conseils généraux du Rhône et de la Loire, qui signent la convention d'exploitation avec la SNCF comme « entente interdépartementale Rhône/Loire ». Finalement, la Région participe aussi au financement des trois rames RIO de quatre caisses nécessaire au nouveau service. Celui-comporte quatorze aller-retours assurés avec le nouveau matériel, dont huit allers et sept retours supplémentaires. S'y ajoutent les autorails Lyon - Clermont-Ferrand et Lyon - Le-Puy-en-Velay, ainsi que les trains express acheminant des voitures directes depuis et vers Paris. Globalement, la Ligne de Lyon à Saint-Étienne atteint ainsi une fréquence de desserte sans pareil en dehors de la banlieue parisienne.
Baptisée Stélyrail, la nouvelle offre a recours à des rames prêtées par la SNCF jusqu'à la livraison du matériel régional au printemps 1978. Leur aménagement comporte pour la première fois des sièges individuels, selon le modèle installé dans les Z 6400. Le succès auprès de la clientèle est au rendez-vous, et le trafic augmente d'un tiers pendant les trois premières années de Stélyrail. Or, les nouveaux clients sont surtout des abonnés. Le trafic des abonnés de travail augmente de 75 % et celui des abonnés scolaires de 48 %. Le trafic « billets » n'augmente que de 14 %, ce qui est insuffisant pour équilibrer les comptes. Contrairement à l'attente des élus, Stélyrail génère encore un déficit de 3 600 000 francs en 1980. En plus de Givors-Ville, Rive-de-Gier et Saint-Chamond, un quatrième arrêt est ajouté à la desserte avec Saint-Étienne-Carnot. Dix ans après son introduction, Stélyrail aura contribué à une augmentation de la fréquentation de 50 % par rapport à 1976, pour une offre augmentée de 20 %, et le rail atteint une part de marché de 30 % entre Lyon et Saint-Étienne.
En 1976, la Région avait commencé l'élaboration de son Schéma régional de transport (SRT), dans le cadre d'un processus lancé en 1973 sur le plan national, visant à déléguer aux Régions la responsabilité des fermetures de lignes et des réorganisations de dessertes. Le SRT Rhône-Alpes ne prend pas d'importance et sera vite oublié ; il ne comporte pas non plus de proposition de fermeture de ligne. Encouragée par l'État qui est insatisfait du nombre limité de lignes transférées sur route en application des différents SRT, la SNCF ferme la ligne de Bellegarde à Divonne-les-Bains (46 km) en date du 1er juin 1980, dans le cadre d'un programme qui prive 900 km de lignes de leurs trains de voyageurs en cette année. Utilisant comme moyen de pression la réduction du service sur d'autres lignes, la SNCF obtient le consentement du Conseil général, formalité inutile sur le plan juridique, mais importante pour soigner l'image que la société nationale veut donner au public. Les dépenses étaient presque dix fois supérieures aux recettes, et le déficit évalué à 3 470 000 francs par an. Les trains sont occupés par quatorze voyageurs en moyenne. La substitution des autorails par des autocars s'accompagne d'une augmentation de l'offre de 53 %. Il s'agit du pénultième transfert sur route en Rhône-Alpes, région déjà sévèrement touchée par le phénomène dix ans auparavant.
Le début des années 1980 voit un renouvellement partiel du matériel roulant. Les premières automotrices neuves depuis une vingtaine d'années apparaissent sous la forme des Z2 à partir de juin 1983, avec les Z 7500 monocourant et les Z 9500 bicourant. Depuis leur dépôt de Marseille, elles assurent des relations express dans la vallée du Rhône, et depuis Lyon jusqu'à Dijon, Besançon, Genève, Évian-les-Bains, Annecy, Saint-Gervais-les-Bains, Chambéry et Grenoble. Le dépôt de Vénissieux reçoit une dotation de quinze Z 9600 bicourant en 1985/86. Parallèlement, les Z 7100 du début des années 1960 sont modernisés aux ateliers d'Oullins à partir de 1982, et transformées à l'occasion en unités indéformables de trois ou quatre caisses. La première rame modernisée est remise en service en mars 1983. Les dix-neuf rames stationnées à Vénissieux desservent, depuis Lyon, les relations vers Saint-Étienne, Dijon, Ambérieu, Chambéry et Marseille, ainsi que la ligne Mâcon - Bourg-en-Bresse - Ambérieu. À l'intention des lignes non électrifiées vers Roanne, Clermont-Ferrand, Lons-le-Saunier, Saint-Claude et Bourg-Saint-Maurice, vingt-et-une RGP monomoteurs modernisées sont affectées au dépôt de Lyon-Vaise. Sur le plan du matériel remorqué, la région Rhône-Alpes est la toute première à bénéficier des Rames réversibles régionales (RRR), en automne 1985. Financées par la SNCF sur ses fonds propres, elles sont destinées à la liaison Lyon - Grenoble, la traction étant assurée par des BB 25500. La région est également la première où des voitures Corail sont affectées à des trains régionaux, et ceci à partir de 1987 sur les relations Lyon - Genève, Lyon - Annecy - Saint-Gervais, Lyon - Chambéry et Lyon - Grenoble. Le dispositif de réversibilité connaît des perturbations récurrentes, mais le gain de confort est considérable. Simultanément, le matériel remorqué désuet est successivement réformé, à l'instar des voitures DEV 46 de Chambéry, datant de l'immédiat après-guerre. Cette série disparaît début 1988.

### De la naissance du TER jusqu'à la régionalisation
Le TER Rhône-Alpes est lancé en 1986 à la suite de la mise en place d'une nouvelle politique commerciale de la SNCF sur le plan des transports régionaux, souhaitant affirmer davantage sa propre identité d'entreprise en mettant fin, notamment, aux décorations des trains suivant les souhaits des régions. « TER » traduit une stratégie commerciale reposant sur la marque TER avec son logo et sa décoration, sorte de label de qualité ; la charte TER signée entre la SNCF et les régions qui le souhaitent ; et la gamme commerciale TER. Elle s'exprime à travers l'information voyageurs, la promotion et la communication institutionnelle. Parmi les quatre coloris que la SNCF propose pour la livrée du matériel TER, la région Rhône-Alpes choisit le rouge. Le TER veut rajeunir l'image des transports ferroviaires régionaux, jusque-là négligés et souffrant d'une mauvaise image. Pour la première fois, une telle initiative est mise en œuvre sur le plan national et s'accompagne de signatures de conventions avec toutes les régions qui ne l'ont pas encore fait. À partir de 1986, il s'agit d'un nouveau type de conventions, dit convention à la marge. La région Rhône-Alpes dispose à ce moment de quatre conventions de desserte, portant chacune sur une ligne, dont la convention Stélyrail. Comme la Lorraine qui est dans un cas similaire, elle tarde à signer sa convention pour l'échelle régionale, et ne le fera qu'en janvier 1989, quatre mois avant la Lorraine. Seule la région Poitou-Charentes reste sans convention à cette date, exception faite de la Charente-Maritime.
Le retard dans la signature de la convention ne signifie pas un désengagement du Conseil régional en faveur des transports régionaux. Sa position a considérablement évolué depuis 1975, si bien qu'avec ses investissements dans l'infrastructure ferroviaire, la région Rhône-Alpes se classe en tête des vingt régions françaises concernées par le TER (France continentale hors Île-de-France). Pendant la période 1985-1992, elle y consacre 364,4 millions de francs, soit 24,6 % du total des investissements d'infrastructure ferroviaire des vingt régions. Sur le plan des investissements dans le matériel roulant, la région Rhône-Alpes ne dépense certes qu'un tiers de la somme investie par la région Nord-Pas-de-Calais, mais arrive tout de même en seconde place avec 162,8 millions de francs, soit 10,7 % du total des investissements en matériel roulant des vingt régions.
L'attention de la Région porte en premier lieu sur la banlieue ouest de Lyon, secteur mal desservi, mais en plein développement, avec une topographie de moyenne montagne ne permettant pas la construction d'autoroutes. Deux réouvertures y sont entreprises (voir ci-dessous). Des mesures pour l'amélioration de la capacité sont effectuées sur la ligne de Saint-André-le-Gaz à Chambéry, la ligne de Bourg-en-Bresse à Oyonnax et sur la section de Rives à Grenoble. La modernisation de la ligne d'Oyonnax est cependant payée par la fermeture de la ligne du Haut-Bugey entre La Cluse et Bellegarde en 1990, section parcourue par un unique autorail par sens et par jour. En effet, le département de l'Ain et le Conseil régional donnent leur accord pour cette fermeture afin d'obtenir de la SNCF une participation aux investissements plus importante. Dans ce cadre, et avec quelques années d'intervalle, la ligne d'Oyonnax bénéficie d'une amélioration du tracé, avec un shunt de 1 252 m pour éviter la gare de La Cluse et faire gagner aux trains cinq minutes de temps de parcours au minimum. L'ancienne gare est remplacée par le nouvel arrêt de Brion-Montréal-La Cluse, mis en service en juin 1996. - Sur Grenoble - Gare de Rives, le projet dénommé Lazer connaît une fortune mitigée. Afin de pouvoir instaurer des missions TER passe-Grenoble entre Rives et Gières, la ligne de Chambéry est électrifiée jusqu'à cette dernière gare (7 km), aménagée en terminus intermédiaire et rebaptisée Grenoble-Universités-Gières. Les travaux demandent 28 430 000 francs d'investissements. Mais au bout de quelques années, les missions TER Rives - sont supprimées, et le terminus intermédiaire ainsi que la caténaire ne sont plus utilisés.
C'est la construction de la ligne D du métro de Lyon croisant la ligne de Lyon-Saint-Paul à L'Arbresle à Lyon-Gorge-de-Loup qui incite le Grand Lyon d'y prévoir un pôle d'échange et de revitaliser la voie ferrée. Elle est alors sous-utilisée, et la section de Lyon-Saint-Paul à Charbonnières-les-Bains électrifiée en 1954 est même désélectrifiée en 1984. La ligne de Tassin à Lozanne a quant à elle été réduite à une voie unique. Pour rendre ces lignes plus intéressantes pour les riverains, des nouvelles gares y sont aménagées. Mais surtout, les deux sections de la ligne de Tassin à Lozanne / Tassin à Brignais (11,3 km) et de L'Arbresle à Sain-Bel (3,5 km) sont rouvertes au trafic voyageurs en 1991. Au total, quatre-vingt-cinq millions de francs sont investis, dont 88,5 % assumés par les collectivités territoriales et la Région. Sur les désormais trois lignes desservies depuis Lyon-Saint-Paul, environ 6 000 voyageurs voyagent quotidiennement en 1998, et vers l'Arbresle, l'horaire prévoit un train toutes les 15 min pendant les heures de pointe. Le tronc commun entre Saint-Paul et Tassin présente ainsi une fréquence d'un train toutes les 7 min. La densité des points d'arrêt (un tous les 2 km environ) et l'emploi d'un matériel peu performant sous la forme des X 4630 empêchent toutefois des temps de transport compétitifs, et la vitesse commerciale s'établit autour de 30 km/h.
Comme c'est le cas depuis 1970, l'État verse à la SNCF une contribution annuelle forfaitaire au titre de l'exploitation des trains omnibus puis TER. La clé de répartition du montant entre les différentes régions suivant le règlement comptable et financier FC 12 K reste confidentielle. Sous ces conditions, le TER Rhône-Alpes présente des résultats comptables nettement positifs en 1989 et 1990, avec respectivement seize et treize millions de francs de bénéfice. En 1990, le résultat du TER Rhône-Alpes est le meilleur de France. Pendant les années qui suivent, dix régions sont frappées par une chute du trafic dramatique dans certains cas, mais la région Rhône-Alpes est épargnée par ce phénomène. Pour l'exercice 1992, la SNCF annonce toutefois un solde provisoire négatif de moins douze millions de francs, ce qui prend la Région au dépourvu. Finalement, le solde de 1992 sera de moins dix-huit millions de francs. Il est difficile de réagir avec des stratégies adaptées à ce développement, car les résultats ne sont publiés que tardivement, notamment pour l'exercice 1993, dont le résultat provisoire ne sera connu qu'en juin 1995. Ce résultat est, en Rhône-Alpes, le second le plus mauvais sur le plan national et porte sur moins soixante-et-onze millions de francs. Les responsables de la SNCF ne parviennent pas à justifier de façon satisfaisante ces mauvais résultats, tout en demandant aux régions concernées de lui verser des contributions à concurrence des déficits. Cette expérience instille la méfiance des régions à l'égard de la SNCF, l'opacité des chiffres ne permettant pas d'exclure que cette dernière répercute les charges financières du réseau à grande vitesse sur les dessertes régionales. Il est certain que dans le schéma comptable et financier « FC 12 K », les coûts des trains-km sont calculés sur la base de valeurs forfaitaires (coûts moyens nationaux), tout comme les coûts de l'infrastructure et les recettes. L'observation est alors faite que le déficit augmente proportionnellement au trafic.
De plus, à partir de l'exercice 1993, la SNCF essaie de décharger sur les régions les déficits de ses express d'intérêt régional (EIR), catégorie récemment définie par la société nationale. Elle demande aux régions de les intégrer dans le conventionnement des TER et réduit en même temps l'offre de ce type de trains pour donner plus d'ampleur à sa requête, si bien que les régions cèdent devant la crainte de voir disparaître ces services. En Rhône-Alpes, les EIR représentent 22,52 % des trains-km TER+EIR, contre 14,01 % sur le plan national. Avec une occupation moyenne de cent-onze personnes, au-dessus de la moyenne française de quatre-vingt-quatorze personnes, ils représentent 32,89 % des voyageurs-km TER+EIR, contre 19,75 % sur le plan national. Le taux de couverture est de 60 %, contre 56 % sur le plan national, et chaque voyageur-km produit, selon la comptabilité de la SNCF, un déficit de 32 francs. Puis, le projet du Contrat de plan État - SNCF 1996-2000 dresse une liste des dessertes TER présentant un taux de couverture inférieur à 25 %. La région Rhône-Alpes est l'une des moins touchées, mais elle comporte toutefois quatre lignes dans cette catégorie. Les plus menacées sont la ligne de La Cluse à Andelot par Oyonnax et la ligne de Saint-Gervais à Vallorcine à voie métrique, car sans trafic grandes lignes et sans trafic fret. Mais le trafic TER sur la relation Ambérieu - Bellegarde - Annemasse - La Roche-sur-Foron - Saint-Gervais, ainsi que sur la section Annecy - La Roche-sur-Foron, est également sur la sellette. La menace est provisoirement levée avec le remplacement du président du conseil d'administration de la SNCF, Bergougnoux, par Loïk Le Floch-Prigent dans le contexte des grèves d'automne 1995.

### Depuis la régionalisation en 1997
La loi Pasqua d'orientation pour l'aménagement et le développement du territoire du 4 février 1995 prévoit, dans son article 67, l'expérimentation du transfert de l'organisation et du financement des transports régionaux vers les régions. Parmi les onze régions se portant candidates, six sont retenues, dont la région Rhône-Alpes. C'est la première à signer sa convention d'exploitation avec la SNCF, le 19 décembre 1996. Elle est également la première à conclure un contrat d'objectifs avec Réseau ferré de France (RFF), couvrant la période 2005-2010. La principale nouveauté est que l'ensemble des financements passe désormais par les régions, ce qui leur donne un moyen de pression sur la SNCF, qui auparavant ne fournissait qu'un minimum d'informations aux régions et se comportait en autorité organisatrice de transports (AOT) tout en bénéficiant des contributions de l'État. Les nouvelles autorités organisatrices de transports des TER sont les régions, réunissant enfin la fonction de décideur et payeur. En outre, les régions pilotes ont obtenu un effort financier supplémentaire de l'État, le niveau des anciennes contributions et les moyens pour le renouvellement du matériel roulant ayant été insuffisants. Pour se rapprocher des usagers du TER, la Région crée vingt-huit comités de ligne se réunissant trois fois par an et chargés d'analyser les problèmes de chaque ligne. En 1998, les contributions publiques pour le TER Rhône-Alpes se composent de 465 millions de francs versés par la région et de 951 millions de francs versés par l'État. La région Rhône-Alpes se place en seconde place des investissements régionaux pour le renouvellement du matériel roulant au cours des années 1990, avec un total de 1 348 000 000 francs. Ce montant équivaut 58,5 % de la somme investi par les treize régions ne participant pas à l'expérimentation. Quinze automoteurs bicaisse « XTER » X 72500, quarante-neuf autorails monocaisse « ATER » « X 73500 » et seize automotrices bicaisse à deux niveaux « TER 2N » Z 27500 sont commandés dans un premier temps. Le trafic se développe favorablement et gagne 2,92 % par an entre 1996 et 1999.

Le logo avant 2014.

En 1999, les lignes de la banlieue ouest lyonnaise et la ligne Saint-Étienne - Lyon bénéficient d'aménagements de capacité. Le tronc commun Lyon-Saint-Paul - Tassin est équipée d'une commande centralisée de voie banalisée et de quatre PRCI. Deux points de croisement supplémentaires sont construites entre Charbonnières-les-Bains et L'Arbresle. Les branches de L'Arbresle et de Brignais sont équipées du block automatique lumineux ou du block automatique à permissivité restreinte selon les sections. Sur la ligne de Saint-Étienne, la géométrie des voies est améliorée dans les gares de Givors-Ville, Rive-de-Gier et Grand-Croix (gare fermée au service voyageurs). Le terminus côté Lyon est reporté de Perrache à la gare de Lyon-Vaise, moyennant la construction de deux nouveaux quais de passage à Perrache. Désormais, les trains ne sont plus obligés de rebrousser avant l'entrée ou après la sortie de cette gare, et des sillons sont ainsi libérés. La fréquence de la desserte est successivement intensifiée. En 2000, les trois lignes de l'ouest lyonnais partant de la gare de Saint-Paul sont certifiées « NF service » sur la base de la norme EN 13816 délivré par Afnor, ce qui est une première nationale pour des dessertes TER. La Région envisage d'autre réouvertures, dont seule celle du Chemin de fer de l'Est de Lyon se fera sous la forme de la Ligne 3 du tramway de Lyon (projet « LEA »). Sur un plan plus modeste, la réintroduction de services omnibus sur la section Livron - Die est expérimentée à partir de 1998, mais au bout de quelques années, ces trains seront de nouveau supprimés en échange d'une desserte renforcée par les autocars départementaux.
Un premier essai de cadencement a lieu en 2000 sur la ligne Saint-Étienne - Lyon. Les horaires sont simplifiés (par exemple, départ toutes les 10 minutes de 6 h 35 à 7 h 55) et la politique des arrêts est clarifiée, avec distinction nette entre trains directs et trains omnibus. Cette expérimentation s'avère concluante et entraîne une hausse de la fréquentation des trains. Dès son installation au printemps 2004, la nouvelle majorité régionale dirigée par Jean-Jack Queyranne émet le souhait de cadencer le réseau TER rhônalpin selon le modèle suisse. Jusqu'à fin 2005, un projet est élaboré en concertation avec Réseau ferré de France (RFF) et SNCF. Après des travaux sur le réseau et la réunion des différents comités de ligne au printemps 2006, la date du 9 décembre 2007 est retenue pour l'instauration du cadencement. Sa mise en œuvre est progressive et s'échelonne de décembre 2007 à décembre 2010.
Le but de ce cadencement est triple : optimiser l'exploitation du réseau, rendre l'offre plus lisible, améliorer les correspondances. Le Conseil régional attend également une amélioration de la ponctualité et espère des effets positifs sur le développement de l'intermodalité
. L'objectif est d'atteindre une augmentation de la fréquentation de 50 à 60 % entre 2007 et 2014. Le cadencement du réseau TER a un impact sur les autres trains traversant la région : de nombreux TGV vers le sud-est de la France, les Intercités Paris - Clermont-Ferrand ou encore des trains de fret subissent des modifications de leurs horaires, non seulement en raison des nouveaux sillons qui leur ont été attribués, mais également pour optimiser les correspondances avec le TER. De plus, en raison des TER franchissant les limites de la région, les réseaux voisins des TER Bourgogne et Provence-Alpes-Côte d'Azur ont également été impactés.
Certaines lignes disposent d'un équipement insuffisant au vu de leur importance (Bourg-en-Bresse-Lyon avant son doublement partiel en 2008) ou sont encombrées, victimes de leur prompt succès ces dernières années (Ambérieu-en-Bugey-Lyon), cette hausse brutale de la fréquentation occasionnant alors certaines perturbations[réf. souhaitée]. En effet, à l'instar de la plupart des autres régions françaises, le TER Rhône-Alpes a connu une forte augmentation de son offre et surtout de sa fréquentation ces dernières années : entre 1997 et 2006, l'offre ferroviaire en trains-kilomètres a ainsi augmenté de 30 %, pendant que la fréquentation en voyageurs-kilomètres a augmenté de 69 %. Pour satisfaire ces besoins, la première étape d'un cadencement des horaires a été mis en place, sur chaque ligne, le 9 décembre 2007 : c'est une première en France, hors Île-de-France.
Le 19 juin 2014 le conseil régional vote un amendement prévoyant la suppression de la première classe dans les TER de la région. Cependant, certaines lignes ne sont pas concernées par la mesure : Lyon-Annecy, Lyon-Chambéry, Lyon-Genève, Lyon-Grenoble, Lyon-Valence et les trains directs entre Saint-Étienne et Lyon.
2014 fut marqué par un nombre record de 63 jours de grève, en juin pour défendre le statut des agents, et en décembre à la suite d'une agression.
À la suite de la fusion des régions en 2016, l'autorité organisatrice des transports régionaux est la région Auvergne-Rhône-Alpes qui hérite de la propriété du matériel roulant[réf. nécessaire].

## Relations TER

### Par rail

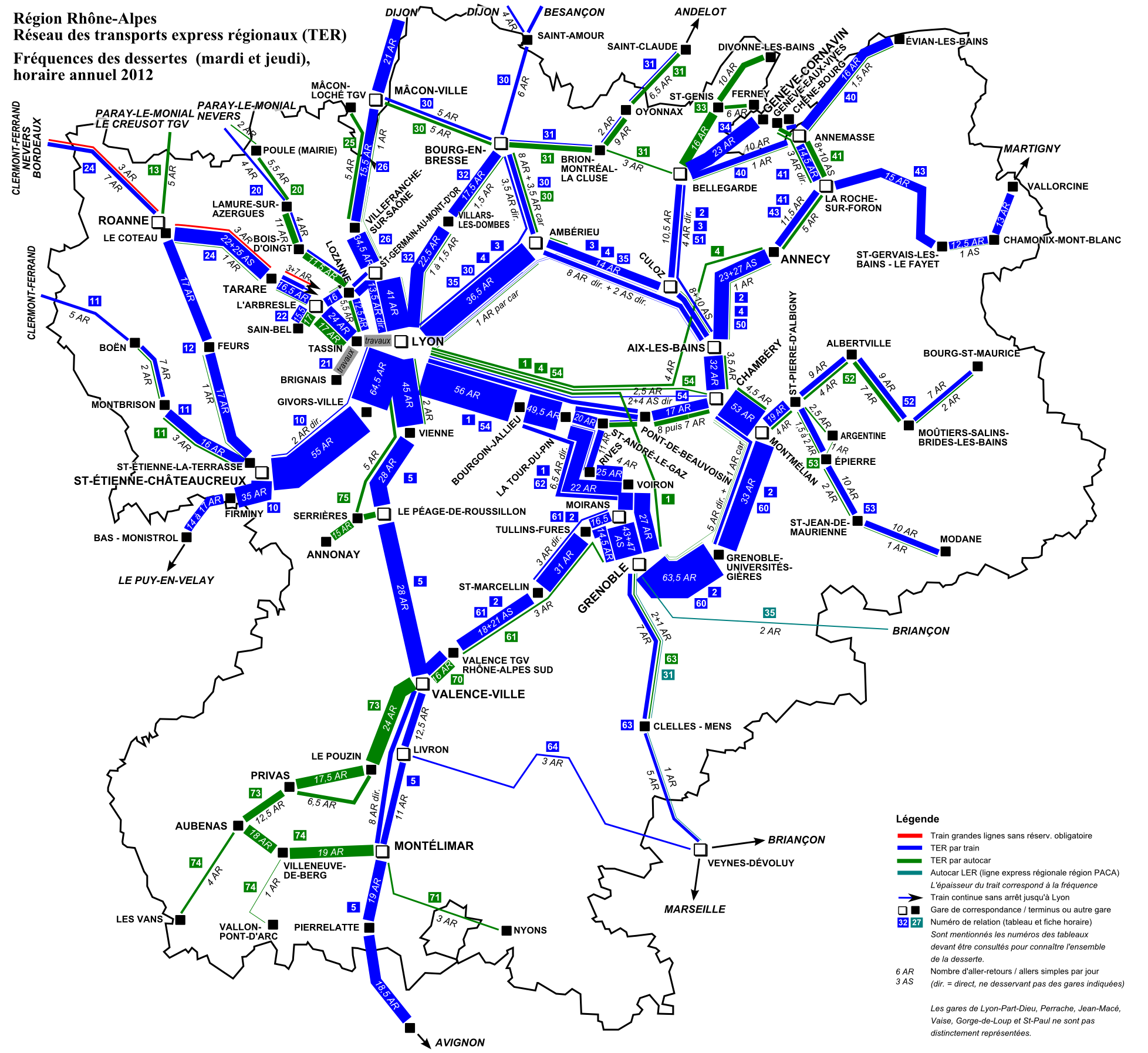
Fréquence de la desserte les jours-types de pleine semaine (mardi et jeudi), horaire annuel 2012.

Le réseau TER rhônalpin compte 2 150 km de lignes, parcourues quotidiennement par 1 250 trains régionaux, auxquels s'ajoutent 550 autocars TER, pour une fréquentation de 135 000 voyages par jour au total. La région Rhône-Alpes est ainsi, après l'Île-de-France, la première région ferroviaire française.
Les relations desservies par des trains TER sont résumées dans le tableau ci-dessous. Les numéros des lignes correspondent à ceux utilisés en 2012 pour les documents horaires. Les numéros de 1 à 5 désignent des dessertes de longue distance. Pour plus de clarté, afin d'éviter que les mêmes lignes figurent plusieurs fois au tableau, les dessertes de détail des différentes sections ont été résumées sous ces dessertes de longue distance. Sur certaines relations, dont no 4 Lyon - Annecy, les trains sont complétés par des autocars. Ces services étant repris par le tableau de la section suivante, le tableau n'en tient pas compte. Dans la colonne Horaires, sont indiqués le premier départ de la gare nommée en dernier lieu, et le dernier départ de la gare en premier lieu. Est considérée comme fonctionnant en soirée une ligne dont le dernier départ a lieu après 20 h 30, si ce train effectue la totalité du parcours. Sur des parcours partiels, les lignes peuvent donc fonctionner en soirée sans que cela soit indiqué dans le tableau. Ces renseignements se portent sur le cas le plus représentatif, soit les jours du lundi au vendredi hors jours fériés. La durée du voyage peut légèrement varier en fonction des différents services, bien que les horaires soient cadencés. Est indiquée la durée du voyage la plus représentative, s'appliquant aux trains couvrant l'ensemble de la relation, qui le plus souvent ne s'arrêtent pas dans l'ensemble des gares.
En période de mouvement social reconductible (par exemple entre le 3 novembre 2011 et 2 décembre 2011), le service minimum de certaines lignes (par exemple relation no 23 Lyon-Givors) consiste en un service de cars. Certaines villes du Grand Lyon ne sont alors plus du tout desservies par le rail, et ce, sur plusieurs semaines.
| Ligne            | Caractéristiques | Caractéristiques | Caractéristiques | Caractéristiques | Caractéristiques | Caractéristiques | Caractéristiques | Caractéristiques | Caractéristiques | Illustration |
| ---------------- | --- | --- | --- | --- | --- | --- | --- | --- | --- | ------------ |
| 1 62             | LYON-PART-DIEU ↔ Bourgoin-Jallieu ↔ GRENOBLE et LYON-PERRACHE ↔ Bourgoin-Jallieu ↔ SAINT-ANDRÉ-LE-GAZ et GRENOBLE-UNIVERSITÉ-GIÈRES ↔ Grenoble ↔ Moirans ↔ Voiron ↔ Rives ↔ SAINT-ANDRÉ-LE-GAZ | LYON-PART-DIEU ↔ Bourgoin-Jallieu ↔ GRENOBLE et LYON-PERRACHE ↔ Bourgoin-Jallieu ↔ SAINT-ANDRÉ-LE-GAZ et GRENOBLE-UNIVERSITÉ-GIÈRES ↔ Grenoble ↔ Moirans ↔ Voiron ↔ Rives ↔ SAINT-ANDRÉ-LE-GAZ | LYON-PART-DIEU ↔ Bourgoin-Jallieu ↔ GRENOBLE et LYON-PERRACHE ↔ Bourgoin-Jallieu ↔ SAINT-ANDRÉ-LE-GAZ et GRENOBLE-UNIVERSITÉ-GIÈRES ↔ Grenoble ↔ Moirans ↔ Voiron ↔ Rives ↔ SAINT-ANDRÉ-LE-GAZ | LYON-PART-DIEU ↔ Bourgoin-Jallieu ↔ GRENOBLE et LYON-PERRACHE ↔ Bourgoin-Jallieu ↔ SAINT-ANDRÉ-LE-GAZ et GRENOBLE-UNIVERSITÉ-GIÈRES ↔ Grenoble ↔ Moirans ↔ Voiron ↔ Rives ↔ SAINT-ANDRÉ-LE-GAZ | LYON-PART-DIEU ↔ Bourgoin-Jallieu ↔ GRENOBLE et LYON-PERRACHE ↔ Bourgoin-Jallieu ↔ SAINT-ANDRÉ-LE-GAZ et GRENOBLE-UNIVERSITÉ-GIÈRES ↔ Grenoble ↔ Moirans ↔ Voiron ↔ Rives ↔ SAINT-ANDRÉ-LE-GAZ | LYON-PART-DIEU ↔ Bourgoin-Jallieu ↔ GRENOBLE et LYON-PERRACHE ↔ Bourgoin-Jallieu ↔ SAINT-ANDRÉ-LE-GAZ et GRENOBLE-UNIVERSITÉ-GIÈRES ↔ Grenoble ↔ Moirans ↔ Voiron ↔ Rives ↔ SAINT-ANDRÉ-LE-GAZ | LYON-PART-DIEU ↔ Bourgoin-Jallieu ↔ GRENOBLE et LYON-PERRACHE ↔ Bourgoin-Jallieu ↔ SAINT-ANDRÉ-LE-GAZ et GRENOBLE-UNIVERSITÉ-GIÈRES ↔ Grenoble ↔ Moirans ↔ Voiron ↔ Rives ↔ SAINT-ANDRÉ-LE-GAZ | LYON-PART-DIEU ↔ Bourgoin-Jallieu ↔ GRENOBLE et LYON-PERRACHE ↔ Bourgoin-Jallieu ↔ SAINT-ANDRÉ-LE-GAZ et GRENOBLE-UNIVERSITÉ-GIÈRES ↔ Grenoble ↔ Moirans ↔ Voiron ↔ Rives ↔ SAINT-ANDRÉ-LE-GAZ | LYON-PART-DIEU ↔ Bourgoin-Jallieu ↔ GRENOBLE et LYON-PERRACHE ↔ Bourgoin-Jallieu ↔ SAINT-ANDRÉ-LE-GAZ et GRENOBLE-UNIVERSITÉ-GIÈRES ↔ Grenoble ↔ Moirans ↔ Voiron ↔ Rives ↔ SAINT-ANDRÉ-LE-GAZ |              |
|                  | Longueur 135,5 km 63,4 km 67,1 km | Durée 1 h 26 0 h 56 1 h 16 | Nb. arrêts 6 11 14 | Soirée / Dimanche - Férié · / · / · / | Horaires 5 h 23 - 22 h 06 5 h 15 - 21 h 49 5 h 12 - 20 - 35 | Réseau TER Rhône-Alpes " | | | |              |
| 2/61/70 60/50/51 | VALENCE-VILLE ↔ Valence TGV ↔ Romans-Bourg-de-Péage ↔ Grenoble ↔ Chambéry ↔ Aix-les-Bains ↔ ANNECY et GENÈVE-CORNAVIN ↔ Aix-les-Bains-Le Revard ↔ Chambéry ↔ GRENOBLE                          | VALENCE-VILLE ↔ Valence TGV ↔ Romans-Bourg-de-Péage ↔ Grenoble ↔ Chambéry ↔ Aix-les-Bains ↔ ANNECY et GENÈVE-CORNAVIN ↔ Aix-les-Bains-Le Revard ↔ Chambéry ↔ GRENOBLE                          | VALENCE-VILLE ↔ Valence TGV ↔ Romans-Bourg-de-Péage ↔ Grenoble ↔ Chambéry ↔ Aix-les-Bains ↔ ANNECY et GENÈVE-CORNAVIN ↔ Aix-les-Bains-Le Revard ↔ Chambéry ↔ GRENOBLE                          | VALENCE-VILLE ↔ Valence TGV ↔ Romans-Bourg-de-Péage ↔ Grenoble ↔ Chambéry ↔ Aix-les-Bains ↔ ANNECY et GENÈVE-CORNAVIN ↔ Aix-les-Bains-Le Revard ↔ Chambéry ↔ GRENOBLE                          | VALENCE-VILLE ↔ Valence TGV ↔ Romans-Bourg-de-Péage ↔ Grenoble ↔ Chambéry ↔ Aix-les-Bains ↔ ANNECY et GENÈVE-CORNAVIN ↔ Aix-les-Bains-Le Revard ↔ Chambéry ↔ GRENOBLE                          | VALENCE-VILLE ↔ Valence TGV ↔ Romans-Bourg-de-Péage ↔ Grenoble ↔ Chambéry ↔ Aix-les-Bains ↔ ANNECY et GENÈVE-CORNAVIN ↔ Aix-les-Bains-Le Revard ↔ Chambéry ↔ GRENOBLE                          | VALENCE-VILLE ↔ Valence TGV ↔ Romans-Bourg-de-Péage ↔ Grenoble ↔ Chambéry ↔ Aix-les-Bains ↔ ANNECY et GENÈVE-CORNAVIN ↔ Aix-les-Bains-Le Revard ↔ Chambéry ↔ GRENOBLE                          | VALENCE-VILLE ↔ Valence TGV ↔ Romans-Bourg-de-Péage ↔ Grenoble ↔ Chambéry ↔ Aix-les-Bains ↔ ANNECY et GENÈVE-CORNAVIN ↔ Aix-les-Bains-Le Revard ↔ Chambéry ↔ GRENOBLE                          | VALENCE-VILLE ↔ Valence TGV ↔ Romans-Bourg-de-Péage ↔ Grenoble ↔ Chambéry ↔ Aix-les-Bains ↔ ANNECY et GENÈVE-CORNAVIN ↔ Aix-les-Bains-Le Revard ↔ Chambéry ↔ GRENOBLE                          |              |
|                  | Longueur 219,3 km 170,2 km | Durée 3 h 05 2 h 06 | Nb. arrêts 26 17 | Soirée / Dimanche - Férié · / · / | Horaires 5 h 44 - 20 h 14 5 h 07 - 18 h 42 | Réseau TER Rhône-Alpes " | | | |              |
| 3/35/51 34/40/41 | LYON PART-DIEU ↔ Ambérieu ↔ Culoz ↔ Bellegarde ↔ GENÈVE-CORNAVIN et BELLEGARDE ↔ Annemasse ↔ Thonon-les-Bains ↔ ÉVIAN-LES-BAINS et BELLEGARDE ↔ Annemasse ↔ LA ROCHE-SUR-FORON                 | LYON PART-DIEU ↔ Ambérieu ↔ Culoz ↔ Bellegarde ↔ GENÈVE-CORNAVIN et BELLEGARDE ↔ Annemasse ↔ Thonon-les-Bains ↔ ÉVIAN-LES-BAINS et BELLEGARDE ↔ Annemasse ↔ LA ROCHE-SUR-FORON                 | LYON PART-DIEU ↔ Ambérieu ↔ Culoz ↔ Bellegarde ↔ GENÈVE-CORNAVIN et BELLEGARDE ↔ Annemasse ↔ Thonon-les-Bains ↔ ÉVIAN-LES-BAINS et BELLEGARDE ↔ Annemasse ↔ LA ROCHE-SUR-FORON                 | LYON PART-DIEU ↔ Ambérieu ↔ Culoz ↔ Bellegarde ↔ GENÈVE-CORNAVIN et BELLEGARDE ↔ Annemasse ↔ Thonon-les-Bains ↔ ÉVIAN-LES-BAINS et BELLEGARDE ↔ Annemasse ↔ LA ROCHE-SUR-FORON                 | LYON PART-DIEU ↔ Ambérieu ↔ Culoz ↔ Bellegarde ↔ GENÈVE-CORNAVIN et BELLEGARDE ↔ Annemasse ↔ Thonon-les-Bains ↔ ÉVIAN-LES-BAINS et BELLEGARDE ↔ Annemasse ↔ LA ROCHE-SUR-FORON                 | LYON PART-DIEU ↔ Ambérieu ↔ Culoz ↔ Bellegarde ↔ GENÈVE-CORNAVIN et BELLEGARDE ↔ Annemasse ↔ Thonon-les-Bains ↔ ÉVIAN-LES-BAINS et BELLEGARDE ↔ Annemasse ↔ LA ROCHE-SUR-FORON                 | LYON PART-DIEU ↔ Ambérieu ↔ Culoz ↔ Bellegarde ↔ GENÈVE-CORNAVIN et BELLEGARDE ↔ Annemasse ↔ Thonon-les-Bains ↔ ÉVIAN-LES-BAINS et BELLEGARDE ↔ Annemasse ↔ LA ROCHE-SUR-FORON                 | LYON PART-DIEU ↔ Ambérieu ↔ Culoz ↔ Bellegarde ↔ GENÈVE-CORNAVIN et BELLEGARDE ↔ Annemasse ↔ Thonon-les-Bains ↔ ÉVIAN-LES-BAINS et BELLEGARDE ↔ Annemasse ↔ LA ROCHE-SUR-FORON                 | LYON PART-DIEU ↔ Ambérieu ↔ Culoz ↔ Bellegarde ↔ GENÈVE-CORNAVIN et BELLEGARDE ↔ Annemasse ↔ Thonon-les-Bains ↔ ÉVIAN-LES-BAINS et BELLEGARDE ↔ Annemasse ↔ LA ROCHE-SUR-FORON                 |              |
|                  | Longueur 162,6 km 76,9 km 55,2 km | Durée 1 h 48 1 h 18 0 h 58 | Nb. arrêts 16 9 6 | Soirée / Dimanche - Férié · / · / · / | Horaires 5 h 25 - 20 h 38 5 h 34 - 22 h 09 5 h 52 - 20 h 09 | Réseau TER Rhône-Alpes " | | | |              |
| 4                | LYON PART-DIEU ↔ Ambérieu ↔ Aix-les-Bains-Le Revard ↔ Rumilly ↔ ANNECY (dessertes de détail : voir 35 / 51 / 50)                                                                               | LYON PART-DIEU ↔ Ambérieu ↔ Aix-les-Bains-Le Revard ↔ Rumilly ↔ ANNECY (dessertes de détail : voir 35 / 51 / 50)                                                                               | LYON PART-DIEU ↔ Ambérieu ↔ Aix-les-Bains-Le Revard ↔ Rumilly ↔ ANNECY (dessertes de détail : voir 35 / 51 / 50)                                                                               | LYON PART-DIEU ↔ Ambérieu ↔ Aix-les-Bains-Le Revard ↔ Rumilly ↔ ANNECY (dessertes de détail : voir 35 / 51 / 50)                                                                               | LYON PART-DIEU ↔ Ambérieu ↔ Aix-les-Bains-Le Revard ↔ Rumilly ↔ ANNECY (dessertes de détail : voir 35 / 51 / 50)                                                                               | LYON PART-DIEU ↔ Ambérieu ↔ Aix-les-Bains-Le Revard ↔ Rumilly ↔ ANNECY (dessertes de détail : voir 35 / 51 / 50)                                                                               | LYON PART-DIEU ↔ Ambérieu ↔ Aix-les-Bains-Le Revard ↔ Rumilly ↔ ANNECY (dessertes de détail : voir 35 / 51 / 50)                                                                               | LYON PART-DIEU ↔ Ambérieu ↔ Aix-les-Bains-Le Revard ↔ Rumilly ↔ ANNECY (dessertes de détail : voir 35 / 51 / 50)                                                                               | LYON PART-DIEU ↔ Ambérieu ↔ Aix-les-Bains-Le Revard ↔ Rumilly ↔ ANNECY (dessertes de détail : voir 35 / 51 / 50)                                                                               |              |
|                  | Longueur 158,2 km | Durée 1 h 51 | Nb. arrêts 8 | Soirée / Dimanche - Férié · / | Horaires 6 h 00 - 21 h 08 | Réseau TER Rhône-Alpes | | | |              |
| 5                | LYON PART-DIEU ↔ Vienne ↔ Valence-Ville ↔ Montélimar ↔ Orange ↔ Avignon-Centre ↔ MARSEILLE SAINT-CHARLES ET VILLEFRANCHE SUR SAÔNE ↔ Lyon-Vaise ↔ Lyon-Perrache ↔ VIENNE                       | LYON PART-DIEU ↔ Vienne ↔ Valence-Ville ↔ Montélimar ↔ Orange ↔ Avignon-Centre ↔ MARSEILLE SAINT-CHARLES ET VILLEFRANCHE SUR SAÔNE ↔ Lyon-Vaise ↔ Lyon-Perrache ↔ VIENNE                       | LYON PART-DIEU ↔ Vienne ↔ Valence-Ville ↔ Montélimar ↔ Orange ↔ Avignon-Centre ↔ MARSEILLE SAINT-CHARLES ET VILLEFRANCHE SUR SAÔNE ↔ Lyon-Vaise ↔ Lyon-Perrache ↔ VIENNE                       | LYON PART-DIEU ↔ Vienne ↔ Valence-Ville ↔ Montélimar ↔ Orange ↔ Avignon-Centre ↔ MARSEILLE SAINT-CHARLES ET VILLEFRANCHE SUR SAÔNE ↔ Lyon-Vaise ↔ Lyon-Perrache ↔ VIENNE                       | LYON PART-DIEU ↔ Vienne ↔ Valence-Ville ↔ Montélimar ↔ Orange ↔ Avignon-Centre ↔ MARSEILLE SAINT-CHARLES ET VILLEFRANCHE SUR SAÔNE ↔ Lyon-Vaise ↔ Lyon-Perrache ↔ VIENNE                       | LYON PART-DIEU ↔ Vienne ↔ Valence-Ville ↔ Montélimar ↔ Orange ↔ Avignon-Centre ↔ MARSEILLE SAINT-CHARLES ET VILLEFRANCHE SUR SAÔNE ↔ Lyon-Vaise ↔ Lyon-Perrache ↔ VIENNE                       | LYON PART-DIEU ↔ Vienne ↔ Valence-Ville ↔ Montélimar ↔ Orange ↔ Avignon-Centre ↔ MARSEILLE SAINT-CHARLES ET VILLEFRANCHE SUR SAÔNE ↔ Lyon-Vaise ↔ Lyon-Perrache ↔ VIENNE                       | LYON PART-DIEU ↔ Vienne ↔ Valence-Ville ↔ Montélimar ↔ Orange ↔ Avignon-Centre ↔ MARSEILLE SAINT-CHARLES ET VILLEFRANCHE SUR SAÔNE ↔ Lyon-Vaise ↔ Lyon-Perrache ↔ VIENNE                       | LYON PART-DIEU ↔ Vienne ↔ Valence-Ville ↔ Montélimar ↔ Orange ↔ Avignon-Centre ↔ MARSEILLE SAINT-CHARLES ET VILLEFRANCHE SUR SAÔNE ↔ Lyon-Vaise ↔ Lyon-Perrache ↔ VIENNE                       |              |
|                  | Longueur 233,4 km 36,0 km | Durée 2 h 39 0 h 46 | Nb. arrêts 19 9 | Soirée / Dimanche - Férié · / · / | Horaires 5 h 31 - 19 h 20 6 h 04 - 20 h 09 | Réseau TER Rhône-Alpes / PACA TER Rhône-Alpes | | | |              |
| 10 / 23          | LYON-PERRACHE / LYON PART-DIEU ↔ Givors-Ville ↔ Saint-Étienne-Châteaucreux ↔ FIRMINY (↔ Fraisse-Unieux)                                                                                        | LYON-PERRACHE / LYON PART-DIEU ↔ Givors-Ville ↔ Saint-Étienne-Châteaucreux ↔ FIRMINY (↔ Fraisse-Unieux)                                                                                        | LYON-PERRACHE / LYON PART-DIEU ↔ Givors-Ville ↔ Saint-Étienne-Châteaucreux ↔ FIRMINY (↔ Fraisse-Unieux)                                                                                        | LYON-PERRACHE / LYON PART-DIEU ↔ Givors-Ville ↔ Saint-Étienne-Châteaucreux ↔ FIRMINY (↔ Fraisse-Unieux)                                                                                        | LYON-PERRACHE / LYON PART-DIEU ↔ Givors-Ville ↔ Saint-Étienne-Châteaucreux ↔ FIRMINY (↔ Fraisse-Unieux)                                                                                        | LYON-PERRACHE / LYON PART-DIEU ↔ Givors-Ville ↔ Saint-Étienne-Châteaucreux ↔ FIRMINY (↔ Fraisse-Unieux)                                                                                        | LYON-PERRACHE / LYON PART-DIEU ↔ Givors-Ville ↔ Saint-Étienne-Châteaucreux ↔ FIRMINY (↔ Fraisse-Unieux)                                                                                        | LYON-PERRACHE / LYON PART-DIEU ↔ Givors-Ville ↔ Saint-Étienne-Châteaucreux ↔ FIRMINY (↔ Fraisse-Unieux)                                                                                        | LYON-PERRACHE / LYON PART-DIEU ↔ Givors-Ville ↔ Saint-Étienne-Châteaucreux ↔ FIRMINY (↔ Fraisse-Unieux)                                                                                        |              |
|                  | Longueur 71,4 km | Durée 1 h 19 | Nb. arrêts 17 | Soirée / Dimanche - Férié · / | Horaires 5 h 08 - 20 h 31 | Réseau TER Rhône-Alpes | | | |              |
| 11               | CLERMONT-FERRAND ↔ Thiers ↔ Noirétable ↔ Montbrison ↔ Bonson ↔ SAINT-ÉTIENNE-CHÂTEAUCREUX | CLERMONT-FERRAND ↔ Thiers ↔ Noirétable ↔ Montbrison ↔ Bonson ↔ SAINT-ÉTIENNE-CHÂTEAUCREUX | CLERMONT-FERRAND ↔ Thiers ↔ Noirétable ↔ Montbrison ↔ Bonson ↔ SAINT-ÉTIENNE-CHÂTEAUCREUX | CLERMONT-FERRAND ↔ Thiers ↔ Noirétable ↔ Montbrison ↔ Bonson ↔ SAINT-ÉTIENNE-CHÂTEAUCREUX | CLERMONT-FERRAND ↔ Thiers ↔ Noirétable ↔ Montbrison ↔ Bonson ↔ SAINT-ÉTIENNE-CHÂTEAUCREUX | CLERMONT-FERRAND ↔ Thiers ↔ Noirétable ↔ Montbrison ↔ Bonson ↔ SAINT-ÉTIENNE-CHÂTEAUCREUX | CLERMONT-FERRAND ↔ Thiers ↔ Noirétable ↔ Montbrison ↔ Bonson ↔ SAINT-ÉTIENNE-CHÂTEAUCREUX | CLERMONT-FERRAND ↔ Thiers ↔ Noirétable ↔ Montbrison ↔ Bonson ↔ SAINT-ÉTIENNE-CHÂTEAUCREUX | CLERMONT-FERRAND ↔ Thiers ↔ Noirétable ↔ Montbrison ↔ Bonson ↔ SAINT-ÉTIENNE-CHÂTEAUCREUX |              |
|                  | Longueur 144,9 km | Durée 2 h 20 | Nb. arrêts 17 | Soirée / Dimanche - Férié · / | Horaires 6 h 30 - 19 h 13 | Réseau TER Rhône-Alpes / Auvergne | | | |              |
| 12               | SAINT-ÉTIENNE-CHÂTEAUCREUX ↔ Feurs ↔ Le Coteau ↔ ROANNE | SAINT-ÉTIENNE-CHÂTEAUCREUX ↔ Feurs ↔ Le Coteau ↔ ROANNE | SAINT-ÉTIENNE-CHÂTEAUCREUX ↔ Feurs ↔ Le Coteau ↔ ROANNE | SAINT-ÉTIENNE-CHÂTEAUCREUX ↔ Feurs ↔ Le Coteau ↔ ROANNE | SAINT-ÉTIENNE-CHÂTEAUCREUX ↔ Feurs ↔ Le Coteau ↔ ROANNE | SAINT-ÉTIENNE-CHÂTEAUCREUX ↔ Feurs ↔ Le Coteau ↔ ROANNE | SAINT-ÉTIENNE-CHÂTEAUCREUX ↔ Feurs ↔ Le Coteau ↔ ROANNE | SAINT-ÉTIENNE-CHÂTEAUCREUX ↔ Feurs ↔ Le Coteau ↔ ROANNE | SAINT-ÉTIENNE-CHÂTEAUCREUX ↔ Feurs ↔ Le Coteau ↔ ROANNE |              |
|                  | Longueur 81,7 km | Durée 1 h 15 | Nb. arrêts 10 | Soirée / Dimanche - Férié · / | Horaires 5 h 24 - 20 h 52 | Réseau TER Rhône-Alpes | | | |              |
| 20               | LYON-PERRACHE ↔ Lozanne ↔ Lamure-sur-Azergues ↔ Chauffailles ↔ PARAY-LE-MONIAL | LYON-PERRACHE ↔ Lozanne ↔ Lamure-sur-Azergues ↔ Chauffailles ↔ PARAY-LE-MONIAL | LYON-PERRACHE ↔ Lozanne ↔ Lamure-sur-Azergues ↔ Chauffailles ↔ PARAY-LE-MONIAL | LYON-PERRACHE ↔ Lozanne ↔ Lamure-sur-Azergues ↔ Chauffailles ↔ PARAY-LE-MONIAL | LYON-PERRACHE ↔ Lozanne ↔ Lamure-sur-Azergues ↔ Chauffailles ↔ PARAY-LE-MONIAL | LYON-PERRACHE ↔ Lozanne ↔ Lamure-sur-Azergues ↔ Chauffailles ↔ PARAY-LE-MONIAL | LYON-PERRACHE ↔ Lozanne ↔ Lamure-sur-Azergues ↔ Chauffailles ↔ PARAY-LE-MONIAL | LYON-PERRACHE ↔ Lozanne ↔ Lamure-sur-Azergues ↔ Chauffailles ↔ PARAY-LE-MONIAL | LYON-PERRACHE ↔ Lozanne ↔ Lamure-sur-Azergues ↔ Chauffailles ↔ PARAY-LE-MONIAL |              |
|                  | Longueur 121,4 km | Durée 2 h 10 | Nb. arrêts 9 | Soirée / Dimanche - Férié · / | Horaires 5 h 54 - 18 h 54 | Réseau TER Rhône-Alpes / Bourgogne | | | |              |
| 21 22            | LYON SAINT-PAUL ↔ Lyon Gorge-de-Loup ↔ BRIGNAIS et LYON SAINT-PAUL ↔ Lyon Gorge-de-Loup ↔ Tassin ↔ L'Arbresle ↔ SAINT-BEL                                                                      | LYON SAINT-PAUL ↔ Lyon Gorge-de-Loup ↔ BRIGNAIS et LYON SAINT-PAUL ↔ Lyon Gorge-de-Loup ↔ Tassin ↔ L'Arbresle ↔ SAINT-BEL                                                                      | LYON SAINT-PAUL ↔ Lyon Gorge-de-Loup ↔ BRIGNAIS et LYON SAINT-PAUL ↔ Lyon Gorge-de-Loup ↔ Tassin ↔ L'Arbresle ↔ SAINT-BEL                                                                      | LYON SAINT-PAUL ↔ Lyon Gorge-de-Loup ↔ BRIGNAIS et LYON SAINT-PAUL ↔ Lyon Gorge-de-Loup ↔ Tassin ↔ L'Arbresle ↔ SAINT-BEL                                                                      | LYON SAINT-PAUL ↔ Lyon Gorge-de-Loup ↔ BRIGNAIS et LYON SAINT-PAUL ↔ Lyon Gorge-de-Loup ↔ Tassin ↔ L'Arbresle ↔ SAINT-BEL                                                                      | LYON SAINT-PAUL ↔ Lyon Gorge-de-Loup ↔ BRIGNAIS et LYON SAINT-PAUL ↔ Lyon Gorge-de-Loup ↔ Tassin ↔ L'Arbresle ↔ SAINT-BEL                                                                      | LYON SAINT-PAUL ↔ Lyon Gorge-de-Loup ↔ BRIGNAIS et LYON SAINT-PAUL ↔ Lyon Gorge-de-Loup ↔ Tassin ↔ L'Arbresle ↔ SAINT-BEL                                                                      | LYON SAINT-PAUL ↔ Lyon Gorge-de-Loup ↔ BRIGNAIS et LYON SAINT-PAUL ↔ Lyon Gorge-de-Loup ↔ Tassin ↔ L'Arbresle ↔ SAINT-BEL                                                                      | LYON SAINT-PAUL ↔ Lyon Gorge-de-Loup ↔ BRIGNAIS et LYON SAINT-PAUL ↔ Lyon Gorge-de-Loup ↔ Tassin ↔ L'Arbresle ↔ SAINT-BEL                                                                      |              |
|                  | Longueur 17,0 km 25,5 km | Durée 0 h 25 0 h 42 | Nb. arrêts 7 13 | Soirée / Dimanche - Férié · / · / | Horaires 6 h 30 - 21 h 32 5 h 34 - 21 h 54 | Réseau TER Rhône-Alpes " | | | |              |
| 24               | LYON-PERRACHE ↔ Tarare ↔ Roanne ↔ Vichy ↔ CLERMONT-FERRAND | LYON-PERRACHE ↔ Tarare ↔ Roanne ↔ Vichy ↔ CLERMONT-FERRAND | LYON-PERRACHE ↔ Tarare ↔ Roanne ↔ Vichy ↔ CLERMONT-FERRAND | LYON-PERRACHE ↔ Tarare ↔ Roanne ↔ Vichy ↔ CLERMONT-FERRAND | LYON-PERRACHE ↔ Tarare ↔ Roanne ↔ Vichy ↔ CLERMONT-FERRAND | LYON-PERRACHE ↔ Tarare ↔ Roanne ↔ Vichy ↔ CLERMONT-FERRAND | LYON-PERRACHE ↔ Tarare ↔ Roanne ↔ Vichy ↔ CLERMONT-FERRAND | LYON-PERRACHE ↔ Tarare ↔ Roanne ↔ Vichy ↔ CLERMONT-FERRAND | LYON-PERRACHE ↔ Tarare ↔ Roanne ↔ Vichy ↔ CLERMONT-FERRAND |              |
|                  | Longueur 220,1 km | Durée 2 h 37 | Nb. arrêts 7 | Soirée / Dimanche - Férié · / | Horaires 6 h 27 - 20 h 29 | Réseau TER Rhône-Alpes / Auvergne | | | |              |
| 26               | DIJON-VILLE ↔ Beaune ↔ Chagny ↔ Châlon-sur-Saône ↔ Tournus ↔ Mâcon-Ville ↔ LYON Part-Dieu ET MÂCON-VILLE ↔ Villefranche sur Saône ↔ Lyon-Vaise ↔ Lyon-Perrache ↔ VIENNE                        | DIJON-VILLE ↔ Beaune ↔ Chagny ↔ Châlon-sur-Saône ↔ Tournus ↔ Mâcon-Ville ↔ LYON Part-Dieu ET MÂCON-VILLE ↔ Villefranche sur Saône ↔ Lyon-Vaise ↔ Lyon-Perrache ↔ VIENNE                        | DIJON-VILLE ↔ Beaune ↔ Chagny ↔ Châlon-sur-Saône ↔ Tournus ↔ Mâcon-Ville ↔ LYON Part-Dieu ET MÂCON-VILLE ↔ Villefranche sur Saône ↔ Lyon-Vaise ↔ Lyon-Perrache ↔ VIENNE                        | DIJON-VILLE ↔ Beaune ↔ Chagny ↔ Châlon-sur-Saône ↔ Tournus ↔ Mâcon-Ville ↔ LYON Part-Dieu ET MÂCON-VILLE ↔ Villefranche sur Saône ↔ Lyon-Vaise ↔ Lyon-Perrache ↔ VIENNE                        | DIJON-VILLE ↔ Beaune ↔ Chagny ↔ Châlon-sur-Saône ↔ Tournus ↔ Mâcon-Ville ↔ LYON Part-Dieu ET MÂCON-VILLE ↔ Villefranche sur Saône ↔ Lyon-Vaise ↔ Lyon-Perrache ↔ VIENNE                        | DIJON-VILLE ↔ Beaune ↔ Chagny ↔ Châlon-sur-Saône ↔ Tournus ↔ Mâcon-Ville ↔ LYON Part-Dieu ET MÂCON-VILLE ↔ Villefranche sur Saône ↔ Lyon-Vaise ↔ Lyon-Perrache ↔ VIENNE                        | DIJON-VILLE ↔ Beaune ↔ Chagny ↔ Châlon-sur-Saône ↔ Tournus ↔ Mâcon-Ville ↔ LYON Part-Dieu ET MÂCON-VILLE ↔ Villefranche sur Saône ↔ Lyon-Vaise ↔ Lyon-Perrache ↔ VIENNE                        | DIJON-VILLE ↔ Beaune ↔ Chagny ↔ Châlon-sur-Saône ↔ Tournus ↔ Mâcon-Ville ↔ LYON Part-Dieu ET MÂCON-VILLE ↔ Villefranche sur Saône ↔ Lyon-Vaise ↔ Lyon-Perrache ↔ VIENNE                        | DIJON-VILLE ↔ Beaune ↔ Chagny ↔ Châlon-sur-Saône ↔ Tournus ↔ Mâcon-Ville ↔ LYON Part-Dieu ET MÂCON-VILLE ↔ Villefranche sur Saône ↔ Lyon-Vaise ↔ Lyon-Perrache ↔ VIENNE                        |              |
|                  | Longueur 193,7 km | Durée 2 h 00 | Nb. arrêts 20 | Soirée / Dimanche - Férié · / | Horaires 6 h 20 - 20 h 40 | Réseau TER Bourgogne / Rhône-Alpes | | | |              |
| 30               | AMBÉRIEU ↔ Bourg-en-Bresse ↔ MÂCON-VILLE et BESANÇON-VIOTTE ↔ Mouchard ↔ Lons-le-Saunier ↔ Saint-Amour ↔ BOURG-EN-BRESSE                                                                       | AMBÉRIEU ↔ Bourg-en-Bresse ↔ MÂCON-VILLE et BESANÇON-VIOTTE ↔ Mouchard ↔ Lons-le-Saunier ↔ Saint-Amour ↔ BOURG-EN-BRESSE                                                                       | AMBÉRIEU ↔ Bourg-en-Bresse ↔ MÂCON-VILLE et BESANÇON-VIOTTE ↔ Mouchard ↔ Lons-le-Saunier ↔ Saint-Amour ↔ BOURG-EN-BRESSE                                                                       | AMBÉRIEU ↔ Bourg-en-Bresse ↔ MÂCON-VILLE et BESANÇON-VIOTTE ↔ Mouchard ↔ Lons-le-Saunier ↔ Saint-Amour ↔ BOURG-EN-BRESSE                                                                       | AMBÉRIEU ↔ Bourg-en-Bresse ↔ MÂCON-VILLE et BESANÇON-VIOTTE ↔ Mouchard ↔ Lons-le-Saunier ↔ Saint-Amour ↔ BOURG-EN-BRESSE                                                                       | AMBÉRIEU ↔ Bourg-en-Bresse ↔ MÂCON-VILLE et BESANÇON-VIOTTE ↔ Mouchard ↔ Lons-le-Saunier ↔ Saint-Amour ↔ BOURG-EN-BRESSE                                                                       | AMBÉRIEU ↔ Bourg-en-Bresse ↔ MÂCON-VILLE et BESANÇON-VIOTTE ↔ Mouchard ↔ Lons-le-Saunier ↔ Saint-Amour ↔ BOURG-EN-BRESSE                                                                       | AMBÉRIEU ↔ Bourg-en-Bresse ↔ MÂCON-VILLE et BESANÇON-VIOTTE ↔ Mouchard ↔ Lons-le-Saunier ↔ Saint-Amour ↔ BOURG-EN-BRESSE                                                                       | AMBÉRIEU ↔ Bourg-en-Bresse ↔ MÂCON-VILLE et BESANÇON-VIOTTE ↔ Mouchard ↔ Lons-le-Saunier ↔ Saint-Amour ↔ BOURG-EN-BRESSE                                                                       |              |
|                  | Longueur 68,3 km 153,0 km | Durée 0 h 28 1 h 52 | Nb. arrêts 11 16 | Soirée / Dimanche - Férié · / · / | Horaires 6 h 57 - 19 h 11 7 h 17 - 19 h 51 | Réseau TER Rhône-Alpes TER Franche-Comté | | | |              |
| 32               | LYON-PERRACHE ↔ Lyon Part-Dieu ↔ Villars-les-Dombes ↔ BOURG-EN-BRESSE | LYON-PERRACHE ↔ Lyon Part-Dieu ↔ Villars-les-Dombes ↔ BOURG-EN-BRESSE | LYON-PERRACHE ↔ Lyon Part-Dieu ↔ Villars-les-Dombes ↔ BOURG-EN-BRESSE | LYON-PERRACHE ↔ Lyon Part-Dieu ↔ Villars-les-Dombes ↔ BOURG-EN-BRESSE | LYON-PERRACHE ↔ Lyon Part-Dieu ↔ Villars-les-Dombes ↔ BOURG-EN-BRESSE | LYON-PERRACHE ↔ Lyon Part-Dieu ↔ Villars-les-Dombes ↔ BOURG-EN-BRESSE | LYON-PERRACHE ↔ Lyon Part-Dieu ↔ Villars-les-Dombes ↔ BOURG-EN-BRESSE | LYON-PERRACHE ↔ Lyon Part-Dieu ↔ Villars-les-Dombes ↔ BOURG-EN-BRESSE | LYON-PERRACHE ↔ Lyon Part-Dieu ↔ Villars-les-Dombes ↔ BOURG-EN-BRESSE |              |
|                  | Longueur 65,1 km | Durée 1 h 10 | Nb. arrêts 12 | Soirée / Dimanche - Férié · / | Horaires 5 h 31 - 21 h 12 | Réseau TER Rhône-Alpes | | | |              |
| 43               | ANNECY ↔ La Roche-sur-Foron ↔ Cluses ↔ SAINT-GERVAIS-LE-FAYET | ANNECY ↔ La Roche-sur-Foron ↔ Cluses ↔ SAINT-GERVAIS-LE-FAYET | ANNECY ↔ La Roche-sur-Foron ↔ Cluses ↔ SAINT-GERVAIS-LE-FAYET | ANNECY ↔ La Roche-sur-Foron ↔ Cluses ↔ SAINT-GERVAIS-LE-FAYET | ANNECY ↔ La Roche-sur-Foron ↔ Cluses ↔ SAINT-GERVAIS-LE-FAYET | ANNECY ↔ La Roche-sur-Foron ↔ Cluses ↔ SAINT-GERVAIS-LE-FAYET | ANNECY ↔ La Roche-sur-Foron ↔ Cluses ↔ SAINT-GERVAIS-LE-FAYET | ANNECY ↔ La Roche-sur-Foron ↔ Cluses ↔ SAINT-GERVAIS-LE-FAYET | ANNECY ↔ La Roche-sur-Foron ↔ Cluses ↔ SAINT-GERVAIS-LE-FAYET |              |
|                  | Longueur 85,1 km | Durée 1 h 26 | Nb. arrêts 11 | Soirée / Dimanche - Férié · / | Horaires 5 h 03 - 20 h 32 | Réseau TER Rhône-Alpes | | | |              |
| 52               | CHAMBÉRY CHALLES-LES-EAUX ↔ Montmélian ↔ Albertville ↔ Moûtiers-Salins ↔ Aime-la-Plagne ↔ BOURG-SAINT-MAURICE                                                                                  | CHAMBÉRY CHALLES-LES-EAUX ↔ Montmélian ↔ Albertville ↔ Moûtiers-Salins ↔ Aime-la-Plagne ↔ BOURG-SAINT-MAURICE                                                                                  | CHAMBÉRY CHALLES-LES-EAUX ↔ Montmélian ↔ Albertville ↔ Moûtiers-Salins ↔ Aime-la-Plagne ↔ BOURG-SAINT-MAURICE                                                                                  | CHAMBÉRY CHALLES-LES-EAUX ↔ Montmélian ↔ Albertville ↔ Moûtiers-Salins ↔ Aime-la-Plagne ↔ BOURG-SAINT-MAURICE                                                                                  | CHAMBÉRY CHALLES-LES-EAUX ↔ Montmélian ↔ Albertville ↔ Moûtiers-Salins ↔ Aime-la-Plagne ↔ BOURG-SAINT-MAURICE                                                                                  | CHAMBÉRY CHALLES-LES-EAUX ↔ Montmélian ↔ Albertville ↔ Moûtiers-Salins ↔ Aime-la-Plagne ↔ BOURG-SAINT-MAURICE                                                                                  | CHAMBÉRY CHALLES-LES-EAUX ↔ Montmélian ↔ Albertville ↔ Moûtiers-Salins ↔ Aime-la-Plagne ↔ BOURG-SAINT-MAURICE                                                                                  | CHAMBÉRY CHALLES-LES-EAUX ↔ Montmélian ↔ Albertville ↔ Moûtiers-Salins ↔ Aime-la-Plagne ↔ BOURG-SAINT-MAURICE                                                                                  | CHAMBÉRY CHALLES-LES-EAUX ↔ Montmélian ↔ Albertville ↔ Moûtiers-Salins ↔ Aime-la-Plagne ↔ BOURG-SAINT-MAURICE                                                                                  |              |
|                  | Longueur 104,9 km | Durée 1 h 48 | Nb. arrêts 11 | Soirée / Dimanche - Férié · / | Horaires 5 h 44 - 20 h 03 | Réseau TER Rhône-Alpes | | | |              |
| 53               | CHAMBÉRY CHALLES-LES-EAUX ↔ Montmélian ↔ Saint-Jean-de-Maurienne ↔ MODANE | CHAMBÉRY CHALLES-LES-EAUX ↔ Montmélian ↔ Saint-Jean-de-Maurienne ↔ MODANE | CHAMBÉRY CHALLES-LES-EAUX ↔ Montmélian ↔ Saint-Jean-de-Maurienne ↔ MODANE | CHAMBÉRY CHALLES-LES-EAUX ↔ Montmélian ↔ Saint-Jean-de-Maurienne ↔ MODANE | CHAMBÉRY CHALLES-LES-EAUX ↔ Montmélian ↔ Saint-Jean-de-Maurienne ↔ MODANE | CHAMBÉRY CHALLES-LES-EAUX ↔ Montmélian ↔ Saint-Jean-de-Maurienne ↔ MODANE | CHAMBÉRY CHALLES-LES-EAUX ↔ Montmélian ↔ Saint-Jean-de-Maurienne ↔ MODANE | CHAMBÉRY CHALLES-LES-EAUX ↔ Montmélian ↔ Saint-Jean-de-Maurienne ↔ MODANE | CHAMBÉRY CHALLES-LES-EAUX ↔ Montmélian ↔ Saint-Jean-de-Maurienne ↔ MODANE |              |
|                  | Longueur 98,3 km | Durée 1 h 19 | Nb. arrêts 10 | Soirée / Dimanche - Férié · / | Horaires 5 h 41 - 21 h 03 | Réseau TER Rhône-Alpes | | | |              |
| 54               | LYON-PART-DIEU ↔ Bourgoin-Jallieu ↔ Saint-André-le-Gaz ↔ Pont-de-Beauvoisin ↔ CHAMBÉRY CHALLES-LES-EAUX                                                                                        | LYON-PART-DIEU ↔ Bourgoin-Jallieu ↔ Saint-André-le-Gaz ↔ Pont-de-Beauvoisin ↔ CHAMBÉRY CHALLES-LES-EAUX                                                                                        | LYON-PART-DIEU ↔ Bourgoin-Jallieu ↔ Saint-André-le-Gaz ↔ Pont-de-Beauvoisin ↔ CHAMBÉRY CHALLES-LES-EAUX                                                                                        | LYON-PART-DIEU ↔ Bourgoin-Jallieu ↔ Saint-André-le-Gaz ↔ Pont-de-Beauvoisin ↔ CHAMBÉRY CHALLES-LES-EAUX                                                                                        | LYON-PART-DIEU ↔ Bourgoin-Jallieu ↔ Saint-André-le-Gaz ↔ Pont-de-Beauvoisin ↔ CHAMBÉRY CHALLES-LES-EAUX                                                                                        | LYON-PART-DIEU ↔ Bourgoin-Jallieu ↔ Saint-André-le-Gaz ↔ Pont-de-Beauvoisin ↔ CHAMBÉRY CHALLES-LES-EAUX                                                                                        | LYON-PART-DIEU ↔ Bourgoin-Jallieu ↔ Saint-André-le-Gaz ↔ Pont-de-Beauvoisin ↔ CHAMBÉRY CHALLES-LES-EAUX                                                                                        | LYON-PART-DIEU ↔ Bourgoin-Jallieu ↔ Saint-André-le-Gaz ↔ Pont-de-Beauvoisin ↔ CHAMBÉRY CHALLES-LES-EAUX                                                                                        | LYON-PART-DIEU ↔ Bourgoin-Jallieu ↔ Saint-André-le-Gaz ↔ Pont-de-Beauvoisin ↔ CHAMBÉRY CHALLES-LES-EAUX                                                                                        |              |
|                  | Longueur 111,4 km | Durée 1 h 18 | Nb. arrêts 12 | Soirée / Dimanche - Férié · / | Horaires 6 h 02 - 21 h 40 | Réseau TER Rhône-Alpes | | | |              |
| 63               | GAP ↔ Veynes-Dévoluy ↔ Lus-la-Croix-Haute ↔ GRENOBLE | GAP ↔ Veynes-Dévoluy ↔ Lus-la-Croix-Haute ↔ GRENOBLE | GAP ↔ Veynes-Dévoluy ↔ Lus-la-Croix-Haute ↔ GRENOBLE | GAP ↔ Veynes-Dévoluy ↔ Lus-la-Croix-Haute ↔ GRENOBLE | GAP ↔ Veynes-Dévoluy ↔ Lus-la-Croix-Haute ↔ GRENOBLE | GAP ↔ Veynes-Dévoluy ↔ Lus-la-Croix-Haute ↔ GRENOBLE | GAP ↔ Veynes-Dévoluy ↔ Lus-la-Croix-Haute ↔ GRENOBLE | GAP ↔ Veynes-Dévoluy ↔ Lus-la-Croix-Haute ↔ GRENOBLE | GAP ↔ Veynes-Dévoluy ↔ Lus-la-Croix-Haute ↔ GRENOBLE |              |
|                  | Longueur 135,8 km | Durée 2 h 14 | Nb. arrêts 11 | Soirée / Dimanche - Férié · / | Horaires 8 h 10 - 19 h 30 | Réseau TER Rhône-Alpes / TER Provence-Alpes-Côte d'Azur | | | |              |
| 64               | VALENCE-TGV ↔ Valence-Ville ↔ Veynes-Dévoluy ↔ Gap ↔ BRIANÇON | VALENCE-TGV ↔ Valence-Ville ↔ Veynes-Dévoluy ↔ Gap ↔ BRIANÇON | VALENCE-TGV ↔ Valence-Ville ↔ Veynes-Dévoluy ↔ Gap ↔ BRIANÇON | VALENCE-TGV ↔ Valence-Ville ↔ Veynes-Dévoluy ↔ Gap ↔ BRIANÇON | VALENCE-TGV ↔ Valence-Ville ↔ Veynes-Dévoluy ↔ Gap ↔ BRIANÇON | VALENCE-TGV ↔ Valence-Ville ↔ Veynes-Dévoluy ↔ Gap ↔ BRIANÇON | VALENCE-TGV ↔ Valence-Ville ↔ Veynes-Dévoluy ↔ Gap ↔ BRIANÇON | VALENCE-TGV ↔ Valence-Ville ↔ Veynes-Dévoluy ↔ Gap ↔ BRIANÇON | VALENCE-TGV ↔ Valence-Ville ↔ Veynes-Dévoluy ↔ Gap ↔ BRIANÇON |              |
|                  | Longueur 365,0 km | Durée 4 h 00 | Nb. arrêts 14 | Soirée / Dimanche - Férié · / | Horaires 4 h 46 - 20 h 02 | Réseau TER Rhône-Alpes / TER PACA | | | |              |
| s. n.            | SAINT-GERVAIS-LE-FAYET ↔ Servoz ↔ Les Houches ↔ Chamonix Mont-Blanc ↔ Argentière ↔ VALLORCINE                                                                                                  | SAINT-GERVAIS-LE-FAYET ↔ Servoz ↔ Les Houches ↔ Chamonix Mont-Blanc ↔ Argentière ↔ VALLORCINE                                                                                                  | SAINT-GERVAIS-LE-FAYET ↔ Servoz ↔ Les Houches ↔ Chamonix Mont-Blanc ↔ Argentière ↔ VALLORCINE                                                                                                  | SAINT-GERVAIS-LE-FAYET ↔ Servoz ↔ Les Houches ↔ Chamonix Mont-Blanc ↔ Argentière ↔ VALLORCINE                                                                                                  | SAINT-GERVAIS-LE-FAYET ↔ Servoz ↔ Les Houches ↔ Chamonix Mont-Blanc ↔ Argentière ↔ VALLORCINE                                                                                                  | SAINT-GERVAIS-LE-FAYET ↔ Servoz ↔ Les Houches ↔ Chamonix Mont-Blanc ↔ Argentière ↔ VALLORCINE                                                                                                  | SAINT-GERVAIS-LE-FAYET ↔ Servoz ↔ Les Houches ↔ Chamonix Mont-Blanc ↔ Argentière ↔ VALLORCINE                                                                                                  | SAINT-GERVAIS-LE-FAYET ↔ Servoz ↔ Les Houches ↔ Chamonix Mont-Blanc ↔ Argentière ↔ VALLORCINE                                                                                                  | SAINT-GERVAIS-LE-FAYET ↔ Servoz ↔ Les Houches ↔ Chamonix Mont-Blanc ↔ Argentière ↔ VALLORCINE                                                                                                  |              |
|                  | Longueur 34,1 km | Durée 1 h 19 | Nb. arrêts 19 | Soirée / Dimanche - Férié · / | Horaires 6 h 35 - 19 h 08 | Réseau TER Rhône-Alpes | | | |              |

### Par autocar

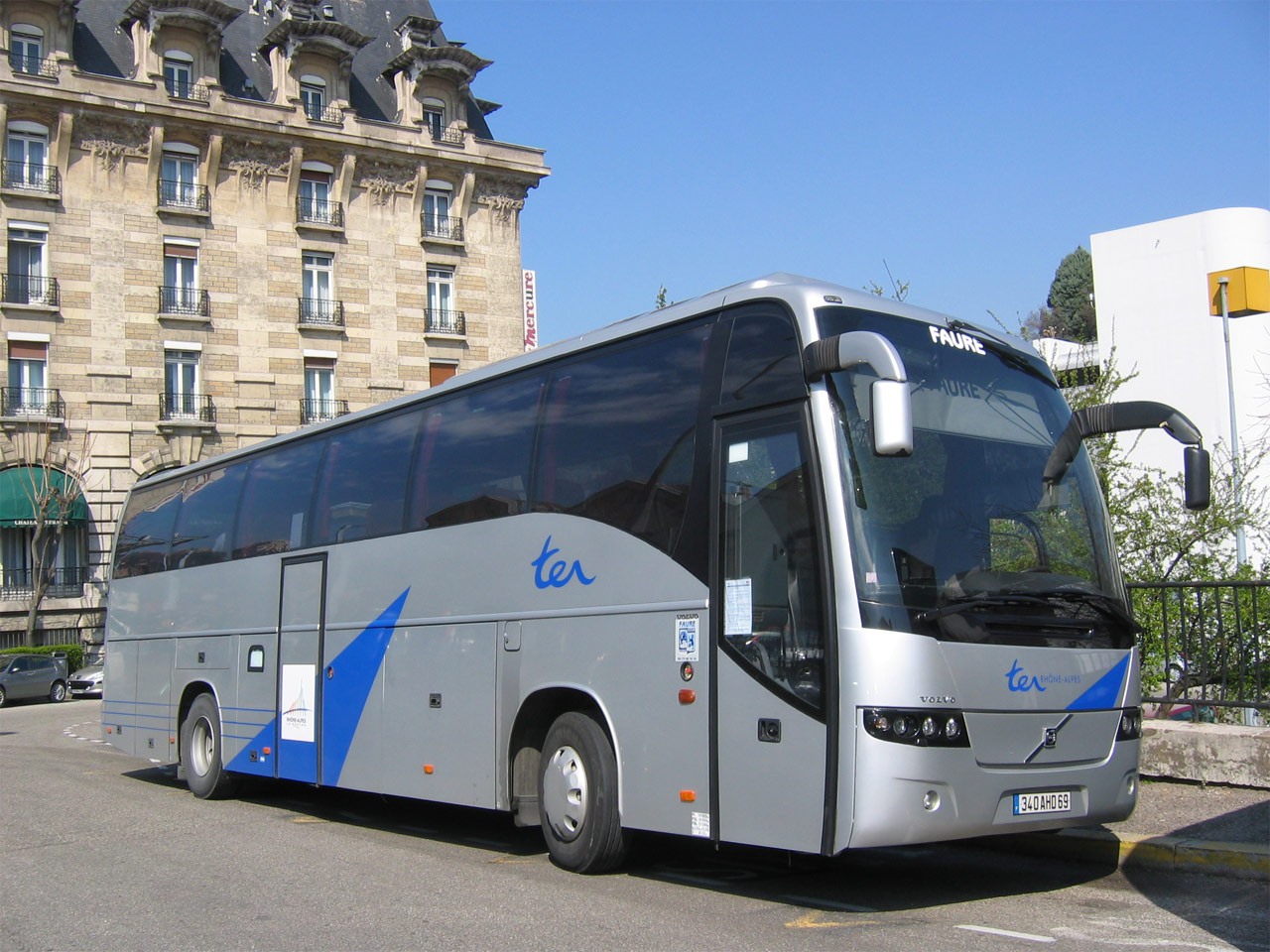
Autocar Volvo 9700 de Faure en livrée TER.

Le TER Rhône-Alpes comporte de nombreuses lignes routières. Comme dans la plupart des autres régions, elles représentent des dessertes complémentaires aux trains TER ou des services de substitution à des lignes de chemin de fer fermées au trafic voyageurs. Dans le premier cas, l'on trouve en Rhône-Alpes des lignes largement parallèles aux voies ferrées, mais également trois lignes express (no 1, 4 et 54) reliant Lyon par autoroute à Annecy, Chambéry et Grenoble. Généralement sans arrêts intermédiaires, ces autocars sont insérés dans les horaires cadencés des trains TER et ont le même temps de parcours que les trains. Ce ne sont pas des services en début ou fin de journée, mais des renforts du service ferroviaire en pleine journée. Une autre particularité du TER Rhône-Alpes sont deux lignes de navettes entre les gares de Sérézin et Saint-Priest d'une part, et les communes les plus proches d'autre part. Il s'agit de dessertes périrubaines relevant normalement de la compétence des départements ou des intercommunalités en tant qu'autorités organisatrices de transport. - La région ne comporte aucune ligne organisée directement sous la responsabilité du Conseil régional, mais deux lignes organisées par le Conseil régional de Provence-Alpes-Côte d'Azur pénètrent dans la région.
De nombreuses lignes routières complémentaires aux services par train ont comme mission de renforcer le service pendant les pointes hebdomadaires, ou de proposer des possibilités de déplacement en dehors des heures de fonctionnement des trains. Ces lignes sont de faible importance et ne comportent souvent que deux aller-retours par jour, voire moins. Dans la liste ci-dessous, la fréquence de la desserte est indiquée si elle ne dépasse pas les deux aller-retours par jour. Sur la carte du réseau TER régional ci-dessus, les lignes complémentaires ne sont représentées que si elles assurent au minimum deux aller-retours les jours non scolaires du lundi au vendredi.
Depuis le 9 décembre 2012, le conseil régional Rhône-Alpes a fait le choix de gérer en direct les lignes d'autocars 25, 33, 36, 71, 72 et 75 qui ne sont donc plus gérées par les TER Rhône-Alpes, la marque « Cars Rhône-Alpes » est créée pour l'occasion. Quatre autres lignes ont été transférées à leur tour au réseau Cars Rhône-Alpes, les lignes 13, 73, 74 et 76.[réf. nécessaire]
|       | Parcours |
| ----- | --- |
| 1     | Gare de Lyon-Part-Dieu ↔ Grenoble (ligne express) et Saint-André-le-Gaz ↔ Gare de Lyon-Perrache (1 AS /jour) |
| 3     | Gare de Lyon-Part-Dieu ↔ La Roche-sur-Foron ↔ Gare de Saint-Gervais-les-Bains-Le Fayet (1,5 AR / semaine) et Gare de Bellegarde ↔ La Roche-sur-Foron ↔ Gare de Saint-Gervais-les-Bains-Le Fayet (1 à 2 AS / jour) |
| 4     | Gare de Lyon-Part-Dieu ↔ Annecy (ligne express) |
| 5     | Gare de Lyon-Perrache ↔ Vienne (2 AR / jour) |
| 11    | Gare de Saint-Étienne-Châteaucreux ↔ Bonson ↔ Montbrison ↔ Boën |
| 12    | Gare de Saint-Étienne-Châteaucreux ↔ Feurs (1 AR / jour) |
| 20    | Gare de Lyon-Saint-Paul ↔ Gare de Lyon-Gorge-de-Loup ↔ Lozanne et Lozanne ↔ Bois-d'Oingt ↔ Lamure-sur-Azergues ↔ Poule-les-Écharmeaux ↔ Paray-le-Monial                                                           |
| 22    | Gare de Lyon-Saint-Paul ↔ Gare de Lyon-Gorge-de-Loup ↔ Tassin-la-Demi-Lune ↔ L'Arbresle ↔ Sain-Bel |
| 24    | Gare de Lyon-Part-Dieu ↔ L'Arbresle ↔ Tarare ↔ Roanne (1 AS et 1 AS partiel / jour) |
| 26    | Crêches-sur-Saône ↔ Villefranche-sur-Saône ↔ Saint-Germain-au-Mont-d'Or ↔ Gare de Lyon-Perrache (1 AS / jour) et Gare de Mâcon-Ville ↔ Belleville-sur-Saône ↔ Gare de Lyon-Part-Dieu (1 AS / jour)                |
| 30    | Ambérieu-en-Bugey ↔ Bourg-en-Bresse ↔ Gare de Mâcon-Ville |
| 31    | Bourg-en-Bresse ↔ Gare de Brion - Montréal-la-Cluse ↔ Oyonnax ↔ Saint-Claude et Gare de Brion - Montréal-la-Cluse ↔ Bellegarde-sur-Valserine                                                                      |
| 32    | Gare de Lyon-Part-Dieu ↔ Saint-André-de-Corcy ↔ Villars-les-Dombes ↔ Bourg-en-Bresse (1 AR et 1 AS partiel / jour)                                                                                                |
| 35    | Gare de Lyon-Part-Dieu ↔ Ambérieu-en-Bugey (1 AR / jour), Ambérieu-en-Bugey ↔ Saint-Rambert-en-Bugey (2 AR / jour) et Ambérieu-en-Bugey ↔ Culoz ↔ Gare de Chambéry - Challes-les-Eaux (1 AR / semaine)            |
| 40    | Bellegarde-sur-Valserine ↔ Annemasse ↔ Bons-en-Chablais ↔ Thonon-les-Bains ↔ Évian-les-Bains (1 AR et 1 AS partiel / jour minimum ; de nombreux services partiels périodiques)                                    |
| 41    | Genève-Eaux-Vives ↔ (Annemasse ↔) La Roche-sur-Foron ↔ Annecy |
| 43    | La Roche-sur-Foron ↔ Gare de Saint-Gervais-les-Bains-Le Fayet (les vendredis et dimanches uniquement) |
| 50    | Chambéry ↔ Aix-les-Bains ↔ Annecy (1 AR / jour minimum) et Chambéry ↔ Aix-les-Bains |
| 51    | Chambéry ↔ Aix-les-Bains ↔ Culoz (1 à 4 AR / jour) |
| 52    | Chambéry ↔ Montmélian ↔ Albertville ↔ Aime-la-Plagne ↔ Bourg-Saint-Maurice |
| 53    | Chambéry ↔ Montmélian ↔ Épierre ↔ Saint-Jean-de-Maurienne ↔ Modane |
| 54    | Saint-André-le-Gaz ↔ Pont-de-Beauvoisin ↔ Aiguebelette-le-Lac ↔ Chambéry, Chambéry ↔ Gare de Lyon-Part-Dieu (ligne express, 2 AR / jour) et Chambéry ↔ Bourgoin-Jallieu (ligne express, 1 AS / jour)              |
| 61    | Grenoble ↔ Gare de Valence TGV (ligne express) et Grenoble ↔ Gare de Valence-Ville (ligne express, 2 AS / semaine)                                                                                                |
| 62    | Rives ↔ Châbons ↔ Virieu-sur-Bourbre (2 AS / jour) |
| 63    | Grenoble ↔ Vif ↔ Monestier-de-Clermont ↔ Gare de Clelles - Mens (2 AR / jour) et Gare de Clelles - Mens ↔ Gap (1 AS / semaine)                                                                                    |
| 70    | Gare de Valence TGV ↔ Gare de Valence-Ville |
| 90    | Gare de Sérézin ↔ Ternay ↔ Communay |
| 91    | Gare de Saint-Priest ↔ Toussieu ↔ Saint-Pierre-de-Chandieu |
| s. n. | Gare de Saint-Gervais-les-Bains-Le Fayet ↔ Chamonix (1 à 2 AS / jour) |

Lignes des LER Provence-Alpes-Côte d'Azur pénétrant en Rhône-Alpes :
|        | Parcours                                                                                      |
| ------ | --------------------------------------------------------------------------------------------- |
| LER 31 | Marseille ↔ Aix-en-Provence ↔ Manosque ↔ Saint-Auban ↔ Sisteron ↔ Aspres-sur-Buëch ↔ Grenoble |
| LER 31 | Nice ↔ Draguignan ↔ Castellane ↔ Digne-les-Bains ↔ Sisteron ↔ Grenoble                        |
| LER 35 | Grenoble ↔ Monêtier-les-Bains ↔ Saint-Chaffrey ↔ Briançon                                     |

## Tarification

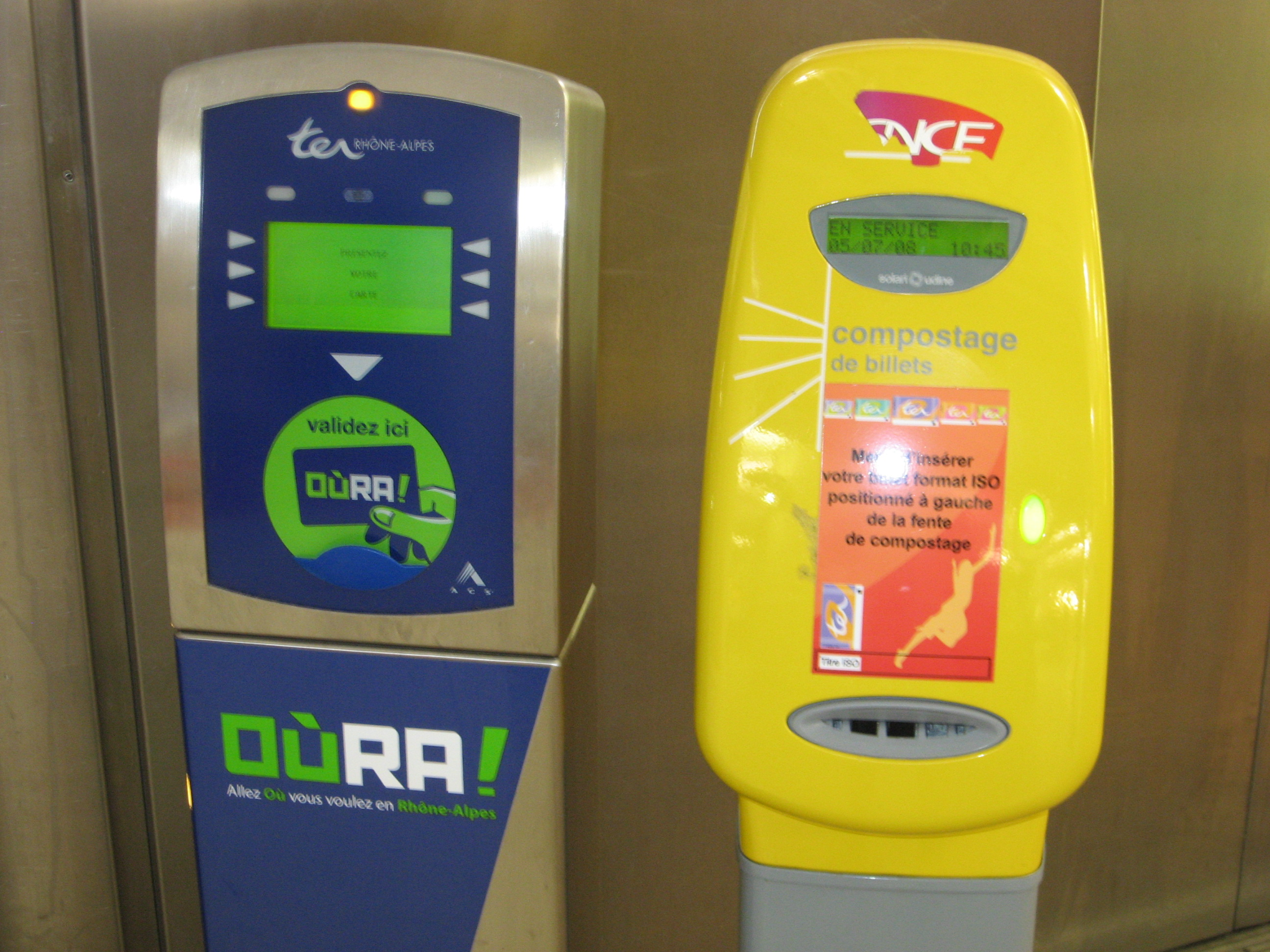
Composteurs carte OùRA! et SNCF en gare de Lyon-Part-Dieu.

Les tarifs valables sur l'échelle nationale s'appliquent sur le TER Rhône-Alpes également. En complément, la région propose des formules tarifaires spécifiques, se divisant en tarifs tout public et tarifs soumis à des conditions d'éligibilité. Comme dans toute la France, les tarifs régionaux s'appliquent également aux trains Intercités sans conditions d'accès, sauf pour certains tarifs sociaux. Certains tarifs sont valables sur des parcours définis au-delà des limites de la région.

### Tarifs tout public
L'abonnement mensuel Illico est nominatif et valable du premier au dernier jour d'un mois du calendrier sur un parcours au sein de la région, sans condition de kilométrage minimum, ou vers une destination dans les régions Auvergne, Bourgogne et Provence-Alpes-Côte d’Azur, ou vers Genève. En cas d'utilisation régulière, la réduction par rapport au tarif normal de la SNCF est de 75 % environ. L'abonnement comporte en outre la fonctionnalité d'une carte de réduction pour les autres déplacements au sein de la région. La réduction accordée est de 25 % du lundi au vendredi, et de 50 % le week-end et les jours fériés. Trois autres personnes accompagnant le détenteur de l'abonnement peuvent également bénéficier de cette réduction de 50 %. Illico existe également sous la forme d'un abonnement annuel avec prélèvement automatique des douze mensualités. L'abonnement annuel ne s'applique cependant pas sur les parcours au-delà des limites de la région, sauf vers Genève et Mâcon. Il se charge sur la carte de billettique OùRA!.
La carte illico Liberté est une carte de réduction nominative s'adressant à toutes les personnes n'ayant pas souscrites à l'abonnement Illico décrit ci-dessus. Cependant, la carte ne s'applique non seulement aux destinations à l'intérieur de la région, mais aussi vers les régions Auvergne et Bourgogne, ainsi que vers Genève (la région PACA étant donc exclue). La réduction accordée est de 25 % du lundi au vendredi, et de 50 % le week-end et les jours fériés. Trois autres personnes accompagnant le détenteur de la carte peuvent également bénéficier de cette réduction de 50 %, mais seulement si le voyage se déroule à l'intérieur de la région. La carte illico Liberté se charge sur la carte de billettique OùRA!.
La carte illico Liberté Jeunes est une carte de réduction nominative s'adressant aux jeunes de moins de vingt-six ans n'ayant pas souscrites à l'abonnement Illico décrit ci-dessus. Elle se charge sur la carte de billettique OùRA!. La réduction accordée est de 50 % tous les jours, mais uniquement pour les destinations à l'intérieur de la région. Trois autres personnes accompagnant le détenteur de la carte peuvent également bénéficier de cette réduction de 50 %. Les étudiants résidant en Rhône-Alpes et effectuant leurs études en Auvergne, Bourgogne ou en région PACA peuvent faire la demande d'un coupon domicile-études gratuit et bénéficier ainsi d'une réduction de 50 % sur l'intégralité de leur parcours domicile-études.
La Région propose également une gamme d'abonnements mensuels intermodaux, qui ne sont pas soumis à la distance minimum de 75 km, mais comportent les mêmes fonctionnalités de carte de réduction que Illico. Selon les cas, ces abonnements multimodaux peuvent se charger facultativement sur la carte de billettique OùRA!, ou bien ont obligatoirement cette carte comme support. Les abonnements multimodaux sont disponibles pour les TCL (pour l'intérieur de la zone couverte par le Grand Lyon ou au-delà) ; pour la STAS ; pour le TAG ; pour le TCL et le TAG à la fois ; pour la Citéa ; pour Unireso ; ainsi que pour des lignes de navettes routières OùRA! gare / centre-ville dans les départements de l'Ain et du Rhône. Dans tous les cas, des versions à prix réduit existent.
Pour les déplacements occasionnels sur une même ligne à l'intérieur de la région, des carnets de six billets sont proposés pour toutes les relations possibles. La réduction accordée par rapport au tarif normal de la SNCF est de 20 %. Les carnets peuvent se charger sur la carte de billettique OùRA!. Un type de carnets spécifique est proposé en coopération avec la STAS. Ces carnets comportent dix billets et sont disponibles pour deux zones au choix : « Grand Saint-Étienne » (soit toutes les gares de cette ville et toutes les gares de la ligne de Firminy) ou, en plus, les gares de Saint-Chamond et Rive-de-Gier. Dans le premier cas, les billets sont valables une heure ; dans le deuxième cas, une heure et demie. Ils permettent de prendre le TER et les bus et trams de la STAS.

### Tarifs soumis à des conditions d'éligibilité
Sur le plan des abonnements intermodaux, subsistent deux produits réservés aux salariés et aux étudiants. Il s'agit de l'abonnement Eleph'Pass combinant TER et le réseau urbain de Chambéry, valable soit sept jours consécutifs, soit du premier au dernier jour du mois, et de l'abonnement mensuel Capi Pass combinant TER et le réseau urbain de Bourgoin-Jallieu. Pour les deux produits, le parcours est limité à 75 kilomètres entre le domicile et le lieu de travail.
La carte Illico Solidaire est une carte de réduction nominative gratuite, réservée aux personnes à faible revenus. Illico Solidaire donne droit à 75 % de réduction sur le tarif normal de la SNCF, pour des déplacements à l'intérieur de la région ainsi que vers Mâcon et Genève (Cette réduction était de 90 % avant novembre 2016, avant que Laurent Wauquiez ne décide de multiplier par 2,5 les tarifs pour les demandeurs d'emplois). La carte est valable 1 an et peut être renouvelée si les conditions sont toujours remplies, en faisant la demande un mois avant la fin de validité. Les personnes qui peuvent en bénéficier sont : les demandeurs d'emploi indemnisés en dessous du SMIC ou de longue durée ; les bénéficiaires du RSA sous conditions de ressources (p.ex. 1 407 €/mois pour un couple avec deux enfants) ; les demandeurs d'emploi de moins de vingt-six ans ; les titulaires de contrats de travail aidés ; les volontaires en service civique ; les bénéficiaires de l'allocation aux adultes handicapés et les demandeurs d'asile.

## Matériel roulant

### Descriptif

#### Utilisation
Les X 72500 sont utilisés sur les lignes de l'étoile de Roanne tout comme les X 73500. Ces derniers sont également utilisés sur Grenoble - Gap et l'étoile de Saint-Etienne. Les engins bi-modes B 81500 sont utilisés sur la ligne des Dombes (Lyon - Bourg-En-Bresse via Villars Les Dombes), du Bugey (Bourg-En-Bresse - St-Claude), et de l'Arzegues (Lyon - Paray-Le-Monial) , ainsi que sur l'étoile de Roanne et les B 82500 sur le sillon alpin (axe Valence - Annecy / Genève), ainsi qu'autour d'Annemasse et entre Genève et Lyon.
Les Z2 (Z 7500, Z 9500 et Z 9600) circulent entre Vienne et Villefranche, autour d'Annemasse et de Chambéry, sur les liaisons vers Lyon et Modane. Les Z 27500 sont utilisés autour d'Annemasse ainsi que vers Lyon. Les Z 55500 assurent les relations entre Lyon et Saint-Étienne, Ambérieu, Villefranche ou Vienne, tout comme les Z 23500 et Z 24500 qui se retrouvent également sur les relations Macon - Avignon et Rives - Gières.
Les rames tractées Corail par BB 22200 effectuent des relations entre Lyon et Genève, Annecy, Chambéry, Grenoble, Modane ou Bourg-Saint-Maurice ainsi qu'entre Annecy et Valence.

### Parc

#### Automotrices électriques
- Trois Automotrices Z 800
- Six Automotrices Z 850

Nota : Les Z 9515 à 9518 qui appartenaient à la région Bourgogne ont été cédées le 11 décembre 2011 à la région Rhône-Alpes.
Nota : La Z 9633 qui appartenait à la région Bourgogne a été cédée le 11 décembre 2011 à la région Rhône-Alpes.

#### Voitures et rames tractées
- Différents coupons de voitures Corail :
  - Corail TER
  - Corail +
- Voitures-pilotes :
  - B5uxh Voiture pilote B5uxh.
  - B6Dux

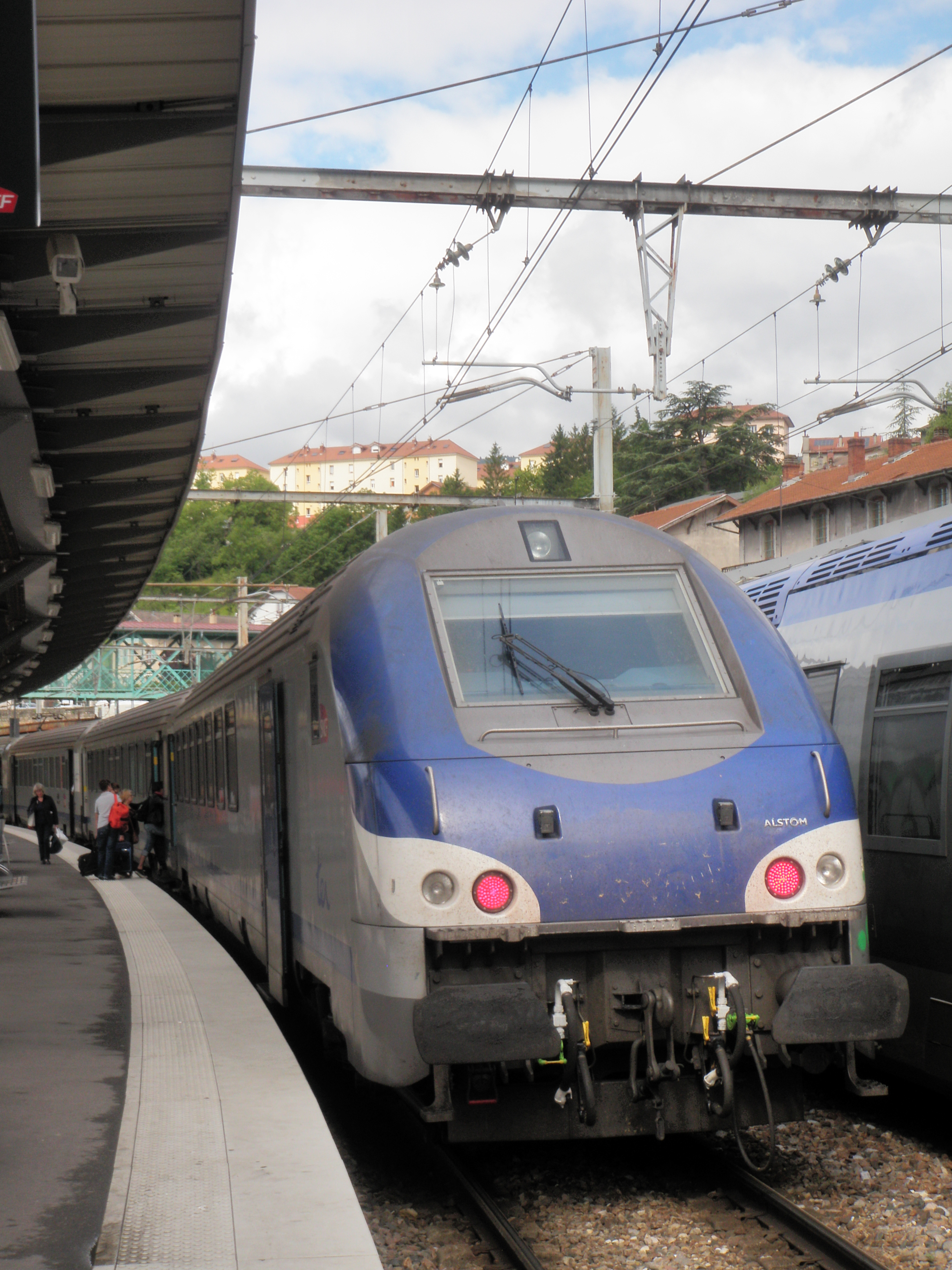
Voiture pilote B5uxh.

Elles sont utilisées avec les BB 22200 aptes à la réversibilité.

### Matériel disparu
- De 2002 a 2006, quelques rames Z 20500 franciliennes ont été transférées au réseau TER Rhône-Alpes pour renforcer quelques dessertes.
- BB 25150 jusqu'en 2013.
- BB 25200 jusqu'en 2015.
- BB 25500 jusqu'en 2009.
- CC 6500 jusqu'en 2007.
- X 4630 jusqu'en 2009.
- Z 7100 jusqu'en 2006.
- V2N jusqu'en 2007.

## Projets à venir
La Région envisage la mise en place d'un réseau TERGV à plus long terme. Elle entend également renforcer l'intermodalité de ses gares, de façon à en transformer certaines en pôles d'échange.
La Ligne du Tonkin dispose d'un projet de réouverture de ligne.
En 2019, l'ouverture du CEVA entre Genève et Annemasse amènera à la mise en service du Léman Express. À cette occasion, l'ensemble des dessertes en Haute-Savoie seront renforcées avec 2 trains par heure d'Annemasse à Évian-les-Bains, La Roche-sur-Foron, Saint-Gervais et Annecy. De nouvelles rames sont attendues pour ces services.

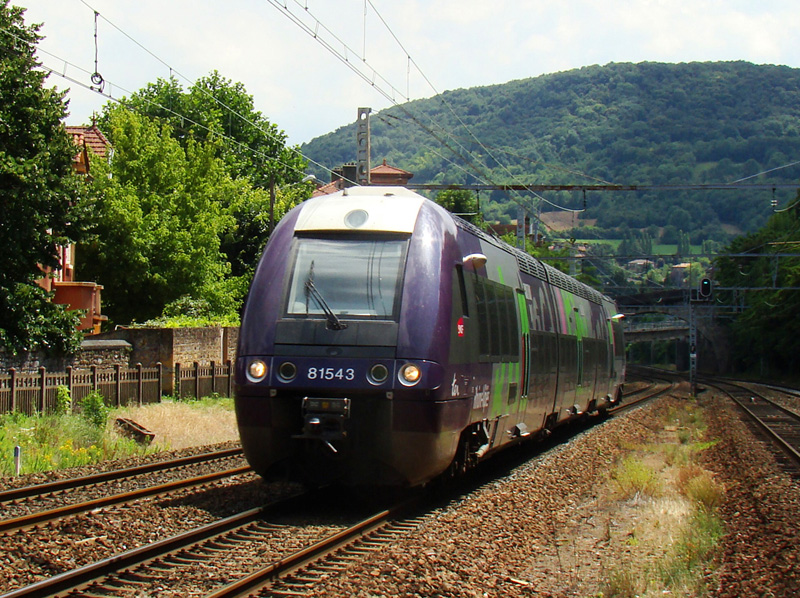
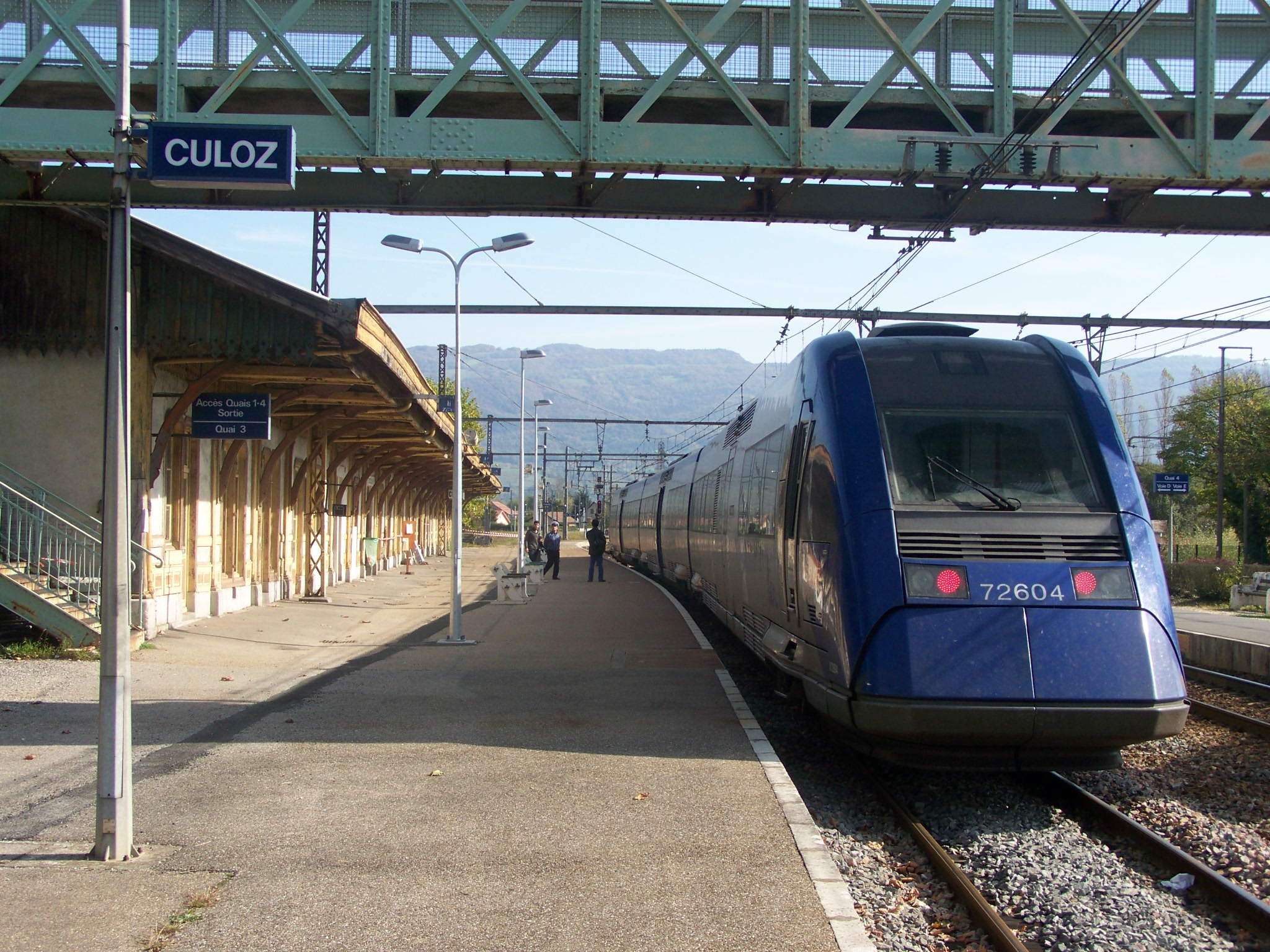
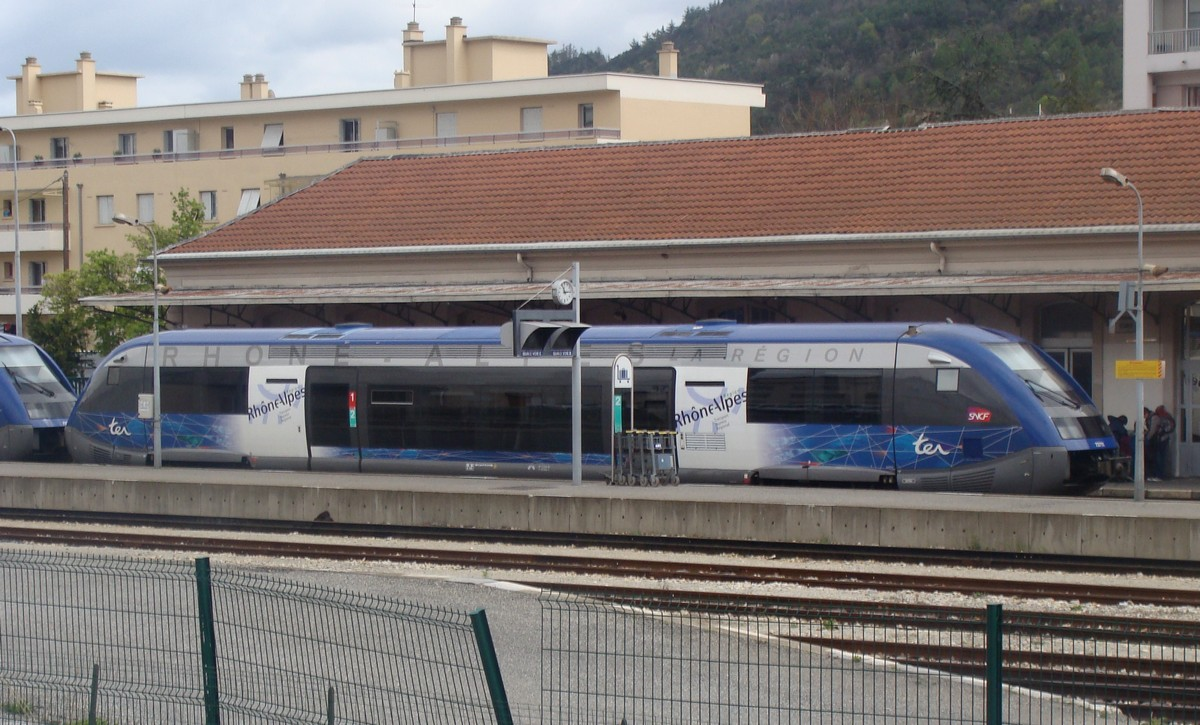
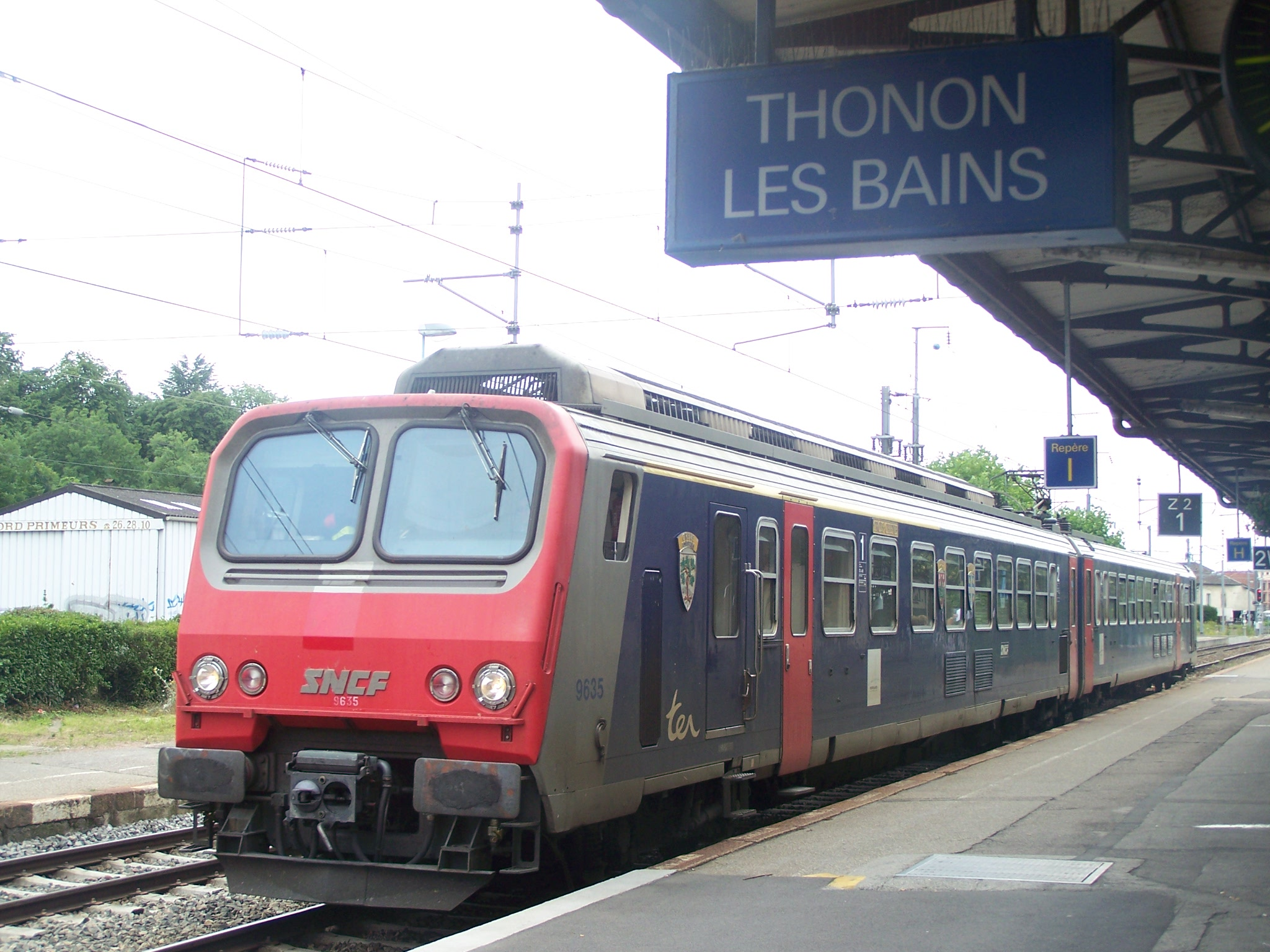
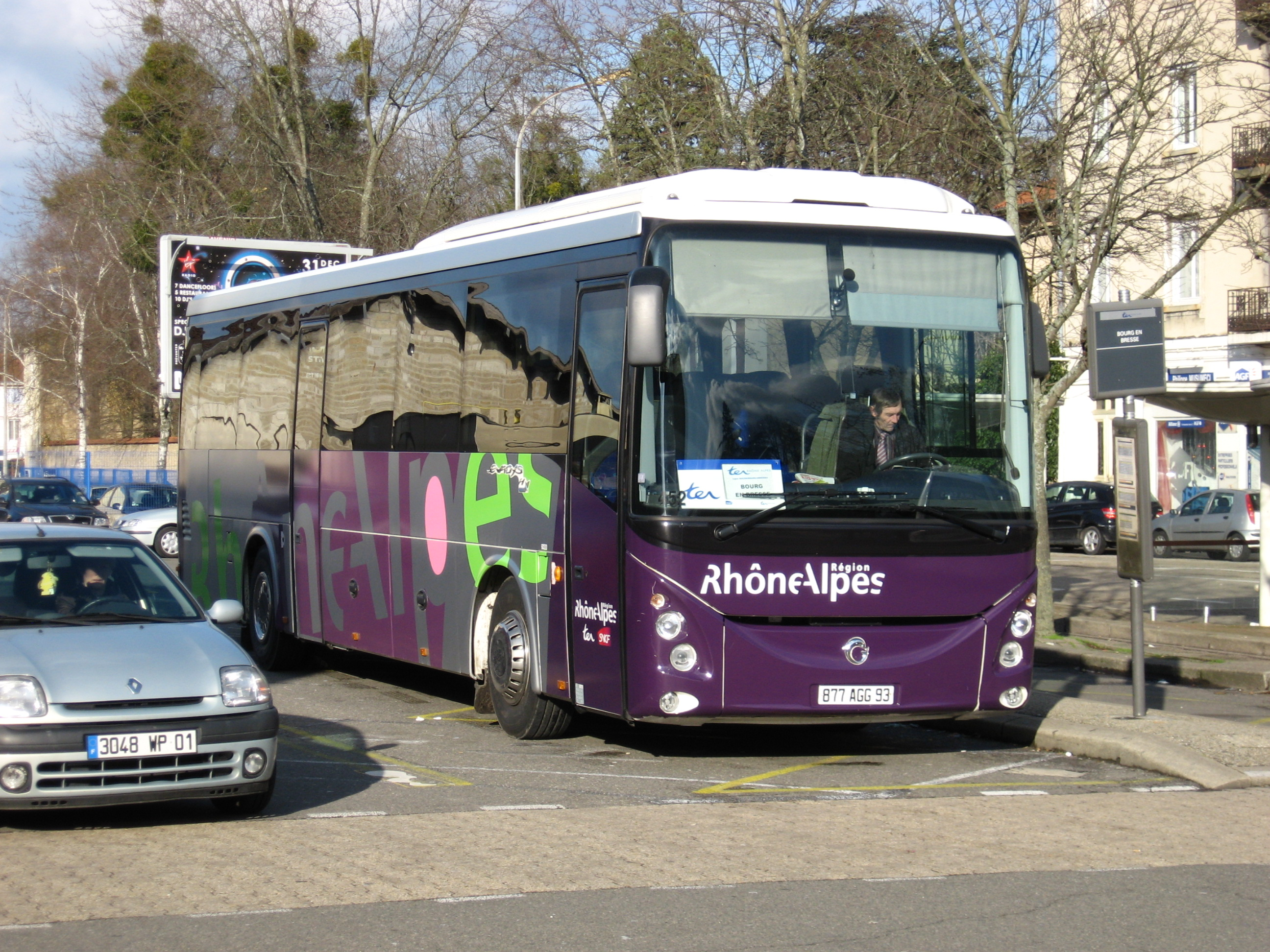